# Saint-Jean-Pied-de-Port
Pour les articles homonymes, voir Saint-Jean.
Saint-Jean-Pied-de-Port (en basque Donibane Garazi) est une commune française située dans le département des Pyrénées-Atlantiques, en région Nouvelle-Aquitaine.
Ville située au confluent de la Nive et du Laurhibar, elle doit son nom à sa situation au pied du col (« port ») de Roncevaux (alt. 1 057 m), qui permet de passer au sud des Pyrénées. Ancienne capitale politique et administrative de la Basse-Navarre, elle est aujourd'hui un centre économique, culturel et sportif pour le Pays basque.
La ville est également une étape du pèlerinage de Saint-Jacques de Compostelle avec environ 60 000 pèlerins par an. En 2016, elle a été admise à rejoindre l’association des Plus Beaux Villages de France

## Géographie

### Localisation
La commune de Saint-Jean-Pied-de-Port se trouve dans le département des Pyrénées-Atlantiques, en région Nouvelle-Aquitaine.
Elle se situe à 118 km par la route de Pau, préfecture du département, à 53 km de Bayonne, sous-préfecture, et à 42 km de Mauléon-Licharre, bureau centralisateur du canton de Montagne Basque dont dépend la commune depuis 2015 pour les élections départementales.
La commune est par ailleurs ville-centre du bassin de vie de Saint-Jean-Pied-de-Port.
Les communes les plus proches sont : 
Uhart-Cize (0,6 km), Ispoure (0,8 km), Ascarat (1,6 km), Lasse (2,0 km), Caro (2,4 km), Saint-Michel (3,4 km), Saint-Jean-le-Vieux (3,5 km), Aincille (4,0 km).
Sur le plan historique et culturel, Saint-Jean-Pied-de-Port fait partie de la province de la Basse-Navarre, un des sept territoires composant le Pays basque,. La Basse-Navarre en est la province la plus variée en ce qui concerne son patrimoine, mais aussi la plus complexe du fait de son morcellement géographique. Depuis 1999, l'Académie de la langue basque ou Euskalzaindia divise la Basse-Navarre en six zones,. La commune est dans le pays de Cize (Garazi), au sud-est de ce territoire.

### Communes limitrophes
Les communes limitrophes sont Çaro, Ispoure, Saint-Jean-le-Vieux, Saint-Michel et Uhart-Cize.
|            | Ispoure                 |                     |
| Uhart-Cize | Saint-Jean-Pied-de-Port | Saint-Jean-le-Vieux |
|            | Saint-Michel            | Çaro                |

### Hydrographie
La commune est drainée par la Nive, le Laurhibar, Arzubiko erreka et par deux petits cours d'eau, constituant un réseau hydrographique de 5 km de longueur totale,.
La Nive, d'une longueur totale de 79,3 km, naît au pied du Mendi Zar (1 323 m), au-delà de la frontière espagnole, sous le nom de Harpeko erreka, et s'écoule du sud-est vers le nord-ouest. Elle traverse la commune et se jette dans l'Adour à Bayonne, après avoir traversé 20 communes.
Le Laurhibar, d'une longueur totale de 28,1 km, prend sa source dans la commune de Mendive et s'écoule vers le nord-ouest. Il traverse la commune et se jette dans la Nive sur le territoire communal, après avoir traversé 8 communes.
Arzubiko erreka, d'une longueur totale de 13,2 km, prend sa source dans la commune de Gamarthe et s'écoule du nord-est au sud-ouest. Il traverse la commune et se jette dans le Laurhibar sur le territoire communal, après avoir traversé 7 communes.

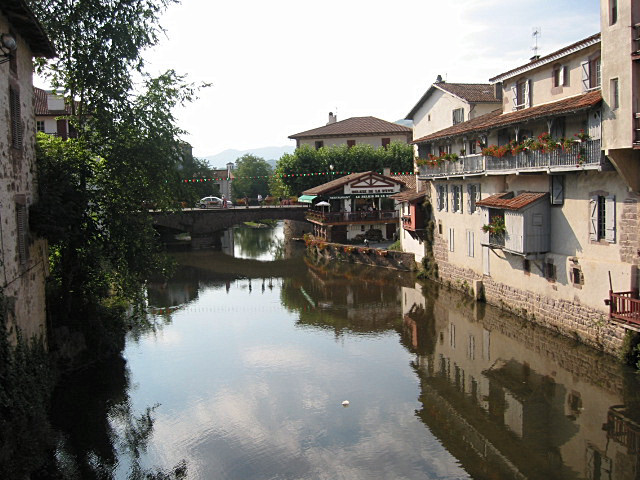
La Nive de Béhérobie.
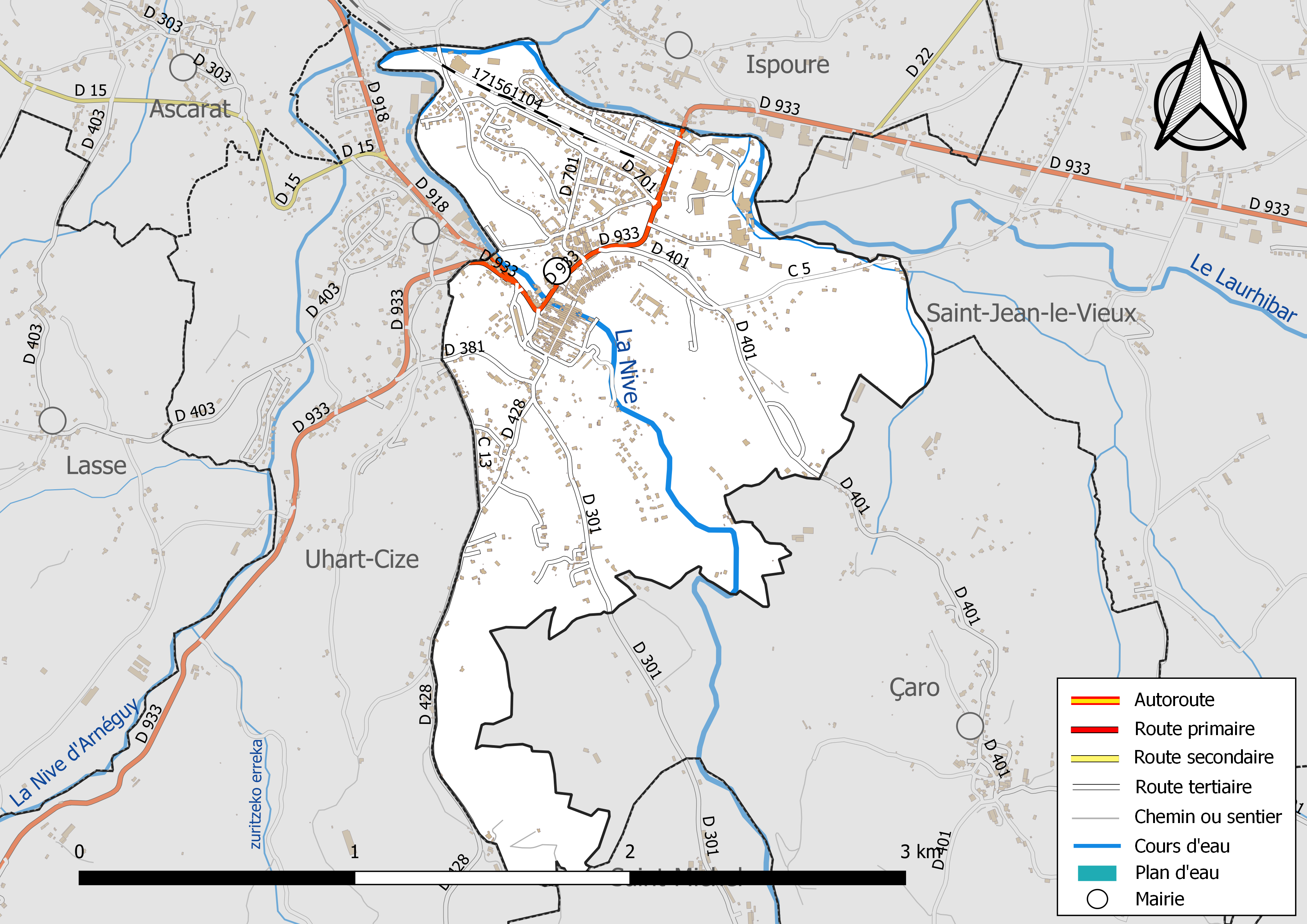
Réseaux hydrographique et routier de Saint-Jean-Pied-de-Port

### Climat
Pour des articles plus généraux, voir Climat de la Nouvelle-Aquitaine et Climat des Pyrénées-Atlantiques.
Historiquement, la commune est exposée à un micro climat océanique basque.  
En 2020, Météo-France publie une typologie des climats de la France métropolitaine dans laquelle la commune est exposée à un climat de montagne et est dans la région climatique Pyrénées atlantiques, caractérisée par une pluviométrie élevée (>1 200 mm/an) en toutes saisons, des hivers très doux (7,5 °C en plaine) et des vents faibles.
Pour la période 1971-2000, la température annuelle moyenne est de 13,3 °C, avec une amplitude thermique annuelle de 12,6 °C. Le cumul annuel moyen de précipitations est de 1 517 mm, avec 12,6 jours de précipitations en janvier et 9 jours en juillet. Pour la période 1991-2020, la température moyenne annuelle observée sur la station météorologique la plus proche, située sur la commune de Bustince-Iriberry à 5 km à vol d'oiseau, est de 13,9 °C et le cumul annuel moyen de précipitations est de 1 327,4 mm,. Pour l'avenir, les paramètres climatiques de la commune estimés pour 2050 selon différents scénarios d’émission de gaz à effet de serre sont consultables sur un site dédié publié par Météo-France en novembre 2022.

### Milieux naturels et biodiversité

#### Réseau Natura 2000
Le réseau Natura 2000 est un réseau écologique européen de sites naturels d'intérêt écologique élaboré à partir des Directives « Habitats » et « Oiseaux », constitué de zones spéciales de conservation (ZSC) et de zones de protection spéciale (ZPS).
Un site Natura 2000 a été défini sur la commune au titre de la « directive Habitats » : « la Nive », d'une superficie de 9 473 ha, un des rares bassins versants à accueillir l'ensemble des espèces de poissons migrateurs du territoire français, excepté l'Esturgeon européen,.

#### Zones naturelles d'intérêt écologique, faunistique et floristique
L’inventaire des zones naturelles d'intérêt écologique, faunistique et floristique (ZNIEFF) a pour objectif de réaliser une couverture des zones les plus intéressantes sur le plan écologique, essentiellement dans la perspective d’améliorer la connaissance du patrimoine naturel national et de fournir aux différents décideurs un outil d’aide à la prise en compte de l’environnement dans l’aménagement du territoire.
Une ZNIEFF de type 2 est recensée sur la commune, : 
le « réseau hydrographique des Nives » (3 596,23 ha), couvrant 33 communes du département.

## Urbanisme

### Typologie
Au 1er janvier 2024, Saint-Jean-Pied-de-Port est catégorisée bourg rural, selon la nouvelle grille communale de densité à sept niveaux définie par l'Insee en 2022.
Elle appartient à l'unité urbaine de Saint-Jean-Pied-de-Port, une agglomération intra-départementale regroupant sept  communes, dont elle est ville-centre,,. Par ailleurs la commune fait partie de l'aire d'attraction de Saint-Jean-Pied-de-Port, dont elle est la commune-centre,. Cette aire, qui regroupe 22 communes, est catégorisée dans les aires de moins de 50 000 habitants,.

### Occupation des sols

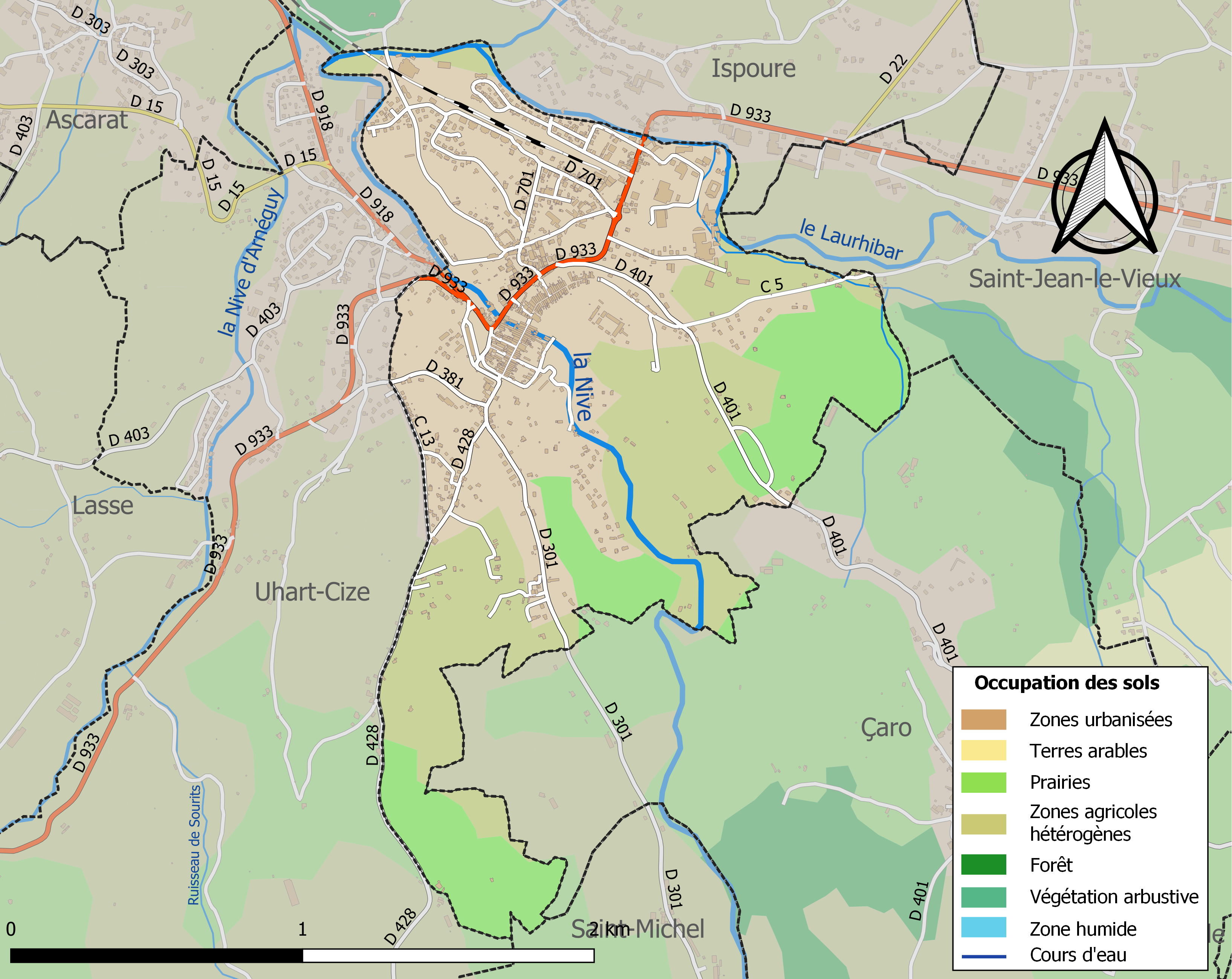
Carte des infrastructures et de l'occupation des sols de la commune en 2018 (CLC).

L'occupation des sols de la commune, telle qu'elle ressort de la base de données européenne d’occupation biophysique des sols Corine Land Cover (CLC), est marquée par l'importance des territoires artificialisés (51 % en 2018), en augmentation par rapport à 1990 (45,8 %). La répartition détaillée en 2018 est la suivante : 
zones urbanisées (51 %), zones agricoles hétérogènes (29,2 %), prairies (19,7 %). L'évolution de l’occupation des sols de la commune et de ses infrastructures peut être observée sur les différentes représentations cartographiques du territoire : la carte de Cassini (XVIIIe siècle), la carte d'état-major (1820-1866) et les cartes ou photos aériennes de l'IGN pour la période actuelle (1950 à aujourd'hui).

### Lieux-dits et hameaux
- Ansa
- Uganga

### Voies de communication et transports

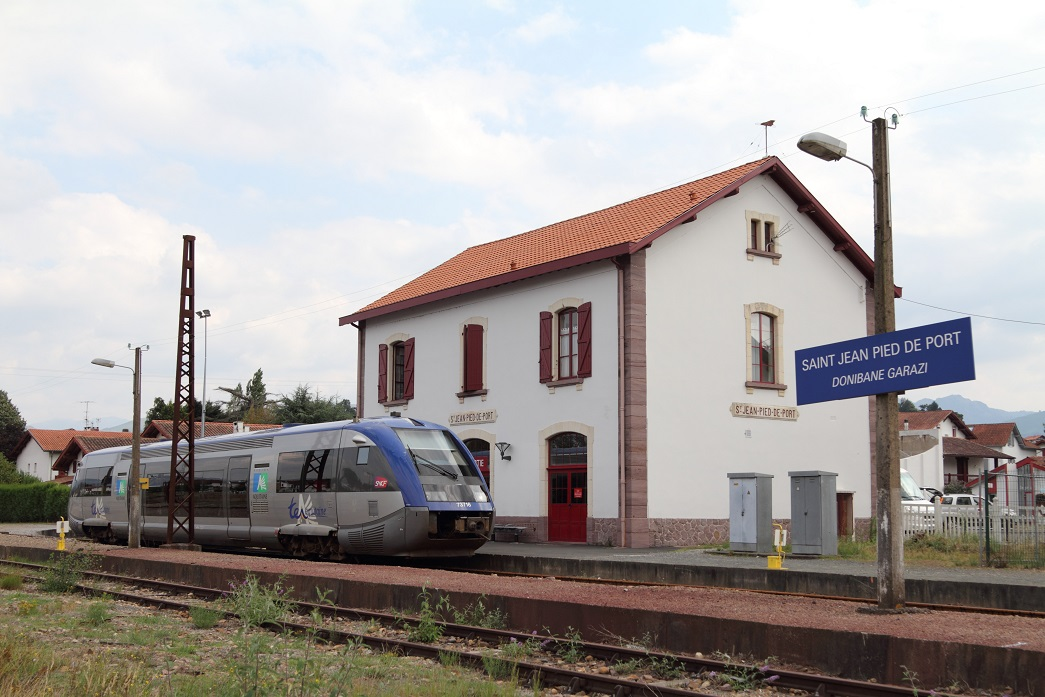
La gare.

Saint-Jean-Pied-de-Port est desservie par la voie de chemin de fer de Bayonne à Saint-Jean-Pied-de-Port et les routes départementales D 933 (ancienne route nationale 133 qui mène à la frontière à Arnéguy, à 7 km), D 918 (ancienne route nationale 132) et D 401.
Saint-Jean-Pied-de-Port est reliée à Bayonne par la route impériale des Cimes (RD 22), une route aménagée par Napoléon au moment de la guerre d'indépendance espagnole pour des raisons stratégiques.

### Risques majeurs
Le territoire de la commune de Saint-Jean-Pied-de-Port est vulnérable à différents aléas naturels : météorologiques (tempête, orage, neige, grand froid, canicule ou sécheresse), inondations, feux de forêts et séisme (sismicité moyenne). Un site publié par le BRGM permet d'évaluer simplement et rapidement les risques d'un bien localisé soit par son adresse soit par le numéro de sa parcelle.
Certaines parties du territoire communal sont susceptibles d’être affectées par le risque d’inondation par une crue torrentielle ou à montée rapide de cours d'eau, notamment la Nive, le Laurhibar et l'Hartzubiko erreka. La commune a été reconnue en état de catastrophe naturelle au titre des dommages causés par les inondations et coulées de boue survenues en 1982, 1983, 1992, 2009, 2014 et 2021,.
Saint-Jean-Pied-de-Port est exposée au risque de feu de forêt. En 2020, le premier plan de protection des forêts contre les incendies (PDPFCI) a été adopté pour la période 2020-2030. La réglementation des usages du feu à l’air libre et les obligations légales de débroussaillement dans le département des Pyrénées-Atlantiques font l'objet d'une consultation de public ouverte du 16 septembre au 7 octobre 2022,.

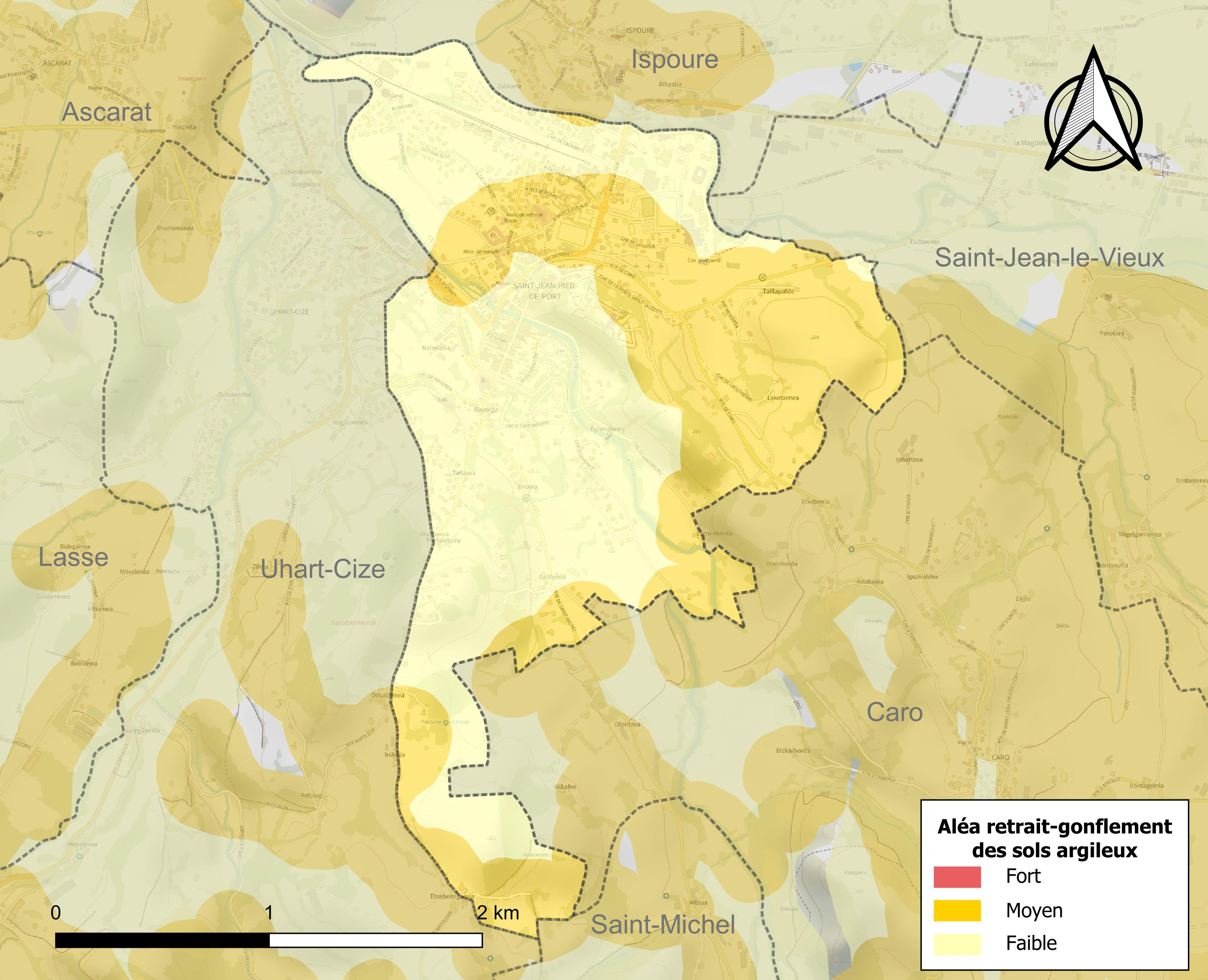
Carte des zones d'aléa retrait-gonflement des sols argileux de Saint-Jean-Pied-de-Port.

Le retrait-gonflement des sols argileux est susceptible d'engendrer des dommages importants aux bâtiments en cas d’alternance de périodes de sécheresse et de pluie. 43,4 % de la superficie communale est en aléa moyen ou fort (59 % au niveau départemental et 48,5 % au niveau national). Depuis le 1er octobre 2020, en application de la loi ELAN, différentes contraintes s'imposent aux vendeurs, maîtres d'ouvrages ou constructeurs de biens situés dans une zone classée en aléa moyen ou fort,.

## Toponymie
Le nom basque de la ville est Donibane Garazi, et le nom français Saint-Jean-Pied-de-Port. Le premier élément est identique dans les deux langues : en basque don signifie saint, iban est l'équivalent de Jean (comparez au russe Ivan), et -e est un suffixe locatif. Le deuxième élément, par contre, diffère entre les deux langues : le nom basque fait référence à la région entourant la ville (Garazi étant le nom basque du pays de Cize), contrairement au nom français qui fait référence à sa situation topographique, au pied du port de Roncevaux (le terme « col » étant traditionnellement peu usité dans les Pyrénées). Au Pays basque, en Soule et en Basse-Navarre plus particulièrement, le mot port est synonyme des pâturages de haute montagne ou de l'estive. Il faut cependant noter que plusieurs formes romanes du passé emploient une construction similaire au basque, comme la forme du XIIe siècle ci-dessous. La ville est souvent surnommée Garazi, aussi bien en basque qu'en français.
Dans les autres langues environnantes, la ville est appelée Sent Joan Pè de Pòrt en gascon, Sant Chuan Piet de Puerto en aragonais, et San Juan Pie de Puerto en espagnol. Durant la Révolution française la ville a été rebaptisée Nive-Franche (1793) puis Jean-Pied-de-Port (1794).
Saint-Jean-Pied-de-Port est attesté sous les formes suivantes :  Santa Maria Cabo el Puente (Sainte-Marie du Bout du Pont)[Quand ?], « Saint-Jean est une jolie ville bâtie sur une éminence » (1154, Édrisi), Via Sancti-Johannis et Johannes-de-Cisera (respectivement vers 1168 et XIIe siècle, cartulaire de Bayonne), Sanctus-Johannes-sub-Pede-Portus, San-Juan-del-Pie-de-Puertos, Sant-Johan-deu-Pe-deu-Port et Sant-Johan-del-Pie-de-Puerto (respectivement 1234, 1253, 1268 et 1274, collection Duchesne volumes CX et CXIV), Sant-Johan et Sant-Johans (vers 1277 pour les deux formes, guerre de Navarre), Sanctus-Johannes-de-Pede-Portus (1302, chapitre de Bayonne), Sainct-Jean-du-Pied-des-Ports et Sainct-Jean-du-Pied-pres-des-Ports (XIVe pour ces deux formes, Jean Froissart, livre IV), et S-Iean Pié de Port (1650).
Le gentilé basque est Donibandar (ou Donibanegaraztar). Le gentilé français est Saint-Jeannais.

### Microtoponymie
Ansa, ancien fief vassal du royaume de Navarre, est mentionné en 1863 dans le dictionnaire topographique Béarn-Pays basque.
Le toponyme Uganga apparaît sous la forme Gange (1736, registre des baux du chapitre de Bayonne).
Le toponyme Arrankuntzea est documenté sous les formes porte d'Haraconcia en 1718 et porte d'Haranconcia en 1770.

## Histoire
Village de la Gaule Transalpine, sur le territoire des Tarbelles, il fut nommé « Imus Pyrenaeus » par les romains.

### Fondation et développement au Moyen Âge
Il s'agit d'une bastide édifiée au XIIe siècle. « La clef de mon royaume » dira deux siècles plus tard Charles le Mauvais qui, pour ses sujets, était « le Bon ». En se développant, la cité ravit sa primauté à Saint-Jean-le-Vieux. Elle devient la capitale de l'une des cinq divisions du Royaume de Navarre : la Merindad de Ultrapuertos (c'est-à-dire d'« Outre-cols », vu qu'elle est la seule située au-delà des Pyrénées du point de vue de la cour, basée à Pampelune).
L’un des premiers édifices de la ville fut l'église Sainte Eulalie, élevée au XIIe siècle non loin du gué de la Nive. On peut encore voir son portail roman, bien conservé, sur la façade de la maison de retraite Toki Eder, dans le quartier Ugange. Sur la colline dominant la ville, se dressait le château de Mendiguren, dont il est fait mention dès 1191.
Au pied du château, Sanche VII le Fort, roi de Navarre (né en 1152, roi de 1172 à 1221), construisit au début du XIIIe siècle une ville fortifiée, entourée de remparts aux portes ogivales, encore visibles de nos jours, ainsi qu'une église, incluse dans le système défensif de la place. Il fut l'un des principaux acteurs de la victoire remportée sur les Almohades en 1212, à Las Navas de Tolosa. Les chaînes représentées sur les armes de la Navarre en perpétuent le souvenir : elles évoquent la fameuse capture du trésor de l'émir.
En 1329, Philippe III de Navarre (1328-1343) lui accorde ses fors, chartes régissant le système administratif progressiste dont s'est dotée la Navarre au XIe siècle : elle peut organiser en ses murs, foires et marchés, et devient un centre commercial important, étape obligée des voyageurs et des pèlerins de Compostelle sur la route de Pampelune.
Les rois de Navarre y font de fréquents séjours et, fait important, au XIVe siècle, l'évêque schismatique du pape d'Avignon y réside de 1383 à 1388, durant le schisme d'Occident, tandis que celui du pape de Rome administrait l'évêché de Bayonne. (Jean Froissart s'étonna fort de voir les prélats des deux obédiences réunis à Orthez à la même table, celle de Gaston Fébus).

### Renaissance et Époque moderne

Carte de Saint-Jean-Pied-de-Port (1751)

En 1512, Ferdinand le Catholique enlève la Navarre à ses souverains légitimes, Jean et Catherine d'Albret, qui se réfugient en Béarn. L’armée espagnole franchit les Pyrénées et prend Saint-Jean en août 1512. Le duc d'Albe fait renforcer les défenses du château à partir de septembre.
Dès septembre, une armée française de secours permet à Jean III de Navarre de partir à la reconquête de la Navarre. Saint-Jean-Pied-de-Port devient un enjeu important dans le conflit. La ville passe d'une main à l'autre, non sans subir d'importants dommages.
Jean d'Albret assiège la ville avec 20 000 hommes en novembre 1512, sans réussir à la prendre. La garnison passe ensuite de 1 000  à   1 800 hommes, et la ville jure fidélité au roi d’Aragon.
En 1516, Jean d'Albret s’en empare, mais échoue à prendre la citadelle. Battu dans les défilés de Roncevaux, il meurt le 17 juin.
Un nouveau siège est mis devant Saint-Jean-Pied-de-Port le 12 mai 1521 par son fils Henri II de Navarre, qui prend ville et château le 15, grâce à l’aide d’une armée française. Mais celle-ci est battue à Noain le 30 juin. Le duc d’Albe fait reprendre la ville, et la garnison périt après un siège de trois semaines. Les Espagnols évacuent la garnison en 1522, avant de reprendre la ville en janvier 1524 lors de l’invasion du sud de la France. Le bâtard d’Albret reprend à nouveau la ville en 1527 pour le roi de Navarre, qui ne la conserve que quelques mois.
En 1530, Charles Quint abandonne aux Foix-Albret-Navarre cette ville qui lui semble trop coûteuse à conserver, et en détruit le château. La partie nord de la Navarre devient alors la Basse-Navarre par opposition à la Haute-Navarre. C'est pourquoi Henri IV, lorsqu’il accède au trône, se fait appeler roi de France et de Navarre, titre que ses successeurs portent jusqu’à Charles X.
Durant les guerres de religion, des incidents éclatent entre protestants et catholiques. L’interdiction du culte catholique par Jeanne d’Albret en 1567 provoque la formation d’une ligue en septembre, puis un soulèvement en mars 1568. Refuge des catholiques, la ville est prise par Montgomery le jeudi des Cendres 1570. Deux églises de la ville sont incendiées. Lorsque les catholiques se soulèvent à nouveau, Henri III, à quinze ans, les bat et les refoule en Espagne, avant de promettre à Saint-Jean de ne pas imposer le culte protestant.

### Révolution française
En mars 1789, réunis à Saint-Jean-Pied-de-Port, les États de Navarre, considérant que la Navarre n’est pas une simple province française, refusent d’envoyer des députés aux États généraux. Lors d'une session en juin, ils envoient néanmoins quatre députés, aux mandats très stricts, dont le respect de leurs fors. Cela reste vain : ceux-ci sont abolis dans la nuit du 4 août 1789. La Basse-Navarre, avec les deux autres provinces du Pays basque nord, est rattachée au Béarn pour former le département des Basses-Pyrénées.
La loi du 4 mars 1790, qui détermina un nouveau paysage administratif de la France en créant des départements et des districts, décida de la naissance du département des Basses-Pyrénées en réunissant le Béarn, les terres gasconnes de Bayonne et de Bidache, et les trois provinces basques françaises. Pour ces dernières, trois districts furent créés : Mauléon, Saint-Palais et Ustaritz, qui remplaça le bailliage du Labourd. Le siège d'Ustaritz fut transféré presque immédiatement à Bayonne. Son directoire incita un grand nombre de municipalités à adopter de nouveaux noms conformes à l'esprit de la Révolution. Ainsi Saint-Jean-Pied-de-Port s'appela Nive-Franche, Ustaritz devint Marat-sur-Nive (d’après Marat), Itxassou Union, Arbonne Constante, Saint-Étienne-de-Baïgorry Thermopyles (d’après la bataille des Thermopyles), Saint-Palais Mont-Bidouze, Louhossoa Montagne-sur-Nive, Saint-Jean-de-Luz Chauvin-Dragon, Ainhoa Mendiarte et Souraïde Mendialde.
En 1790, le canton de Saint-Jean-Pied-de-Port comprenait les communes actuelles à l'exception d'Ainhice-Mongelos et dépendait du district de Saint-Palais.
Les guerres de la Révolution et de l'Empire épargnent la ville. Cependant en 1793, début de la guerre entre la Convention et l'Espagne, la place forte, rebaptisée Nive-Franche, joue un rôle important dans la défense du territoire, notamment avec les chasseurs basques.
En 1813, la contre-attaque des armées napoléoniennes commandées par Soult pour tenter de délivrer Pampelune, assiégée par Wellington et ses alliés, part de Saint-Jean-Pied-de-Port. Elle se solde par un échec, la France est envahie. Le général espagnol Mina est chargé de faire le siège à distance de la ville qui ne se rend qu'à Louis XVIII, après l'abdication de Napoléon Ier.

### XIXesiècle
La Restauration ne s’impose pas sans opposition. Dans la nuit du 8 au 9 mai 1817, plusieurs hommes retirent tous les insignes de la monarchie de l’église, et hissent le drapeau tricolore sur le clocher. L’affaire, jugée grave, motive le déplacement de la cour prévôtale sur place. Un prévenu s’enfuit en Espagne, l’autre est condamné à la déportation. Mais, recommandé par la cour à la commisération du roi, sa peine est commuée en cinq ans de prison.
Le chemin de fer qui arrive en 1889, désenclave la cité mais ne parvient pas à compenser le déclin démographique du XIXe siècle.

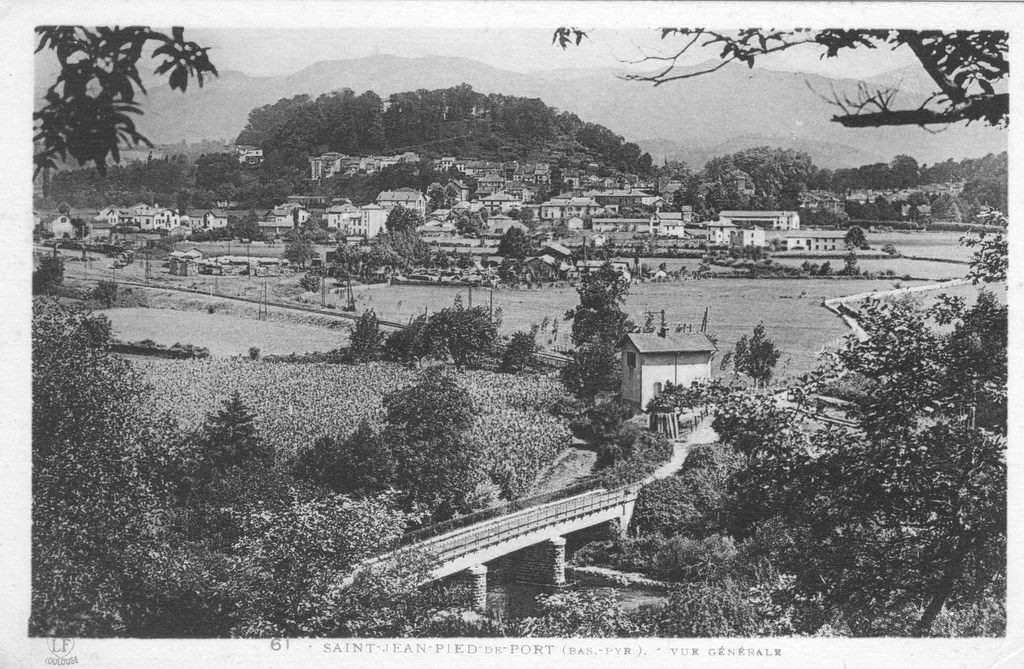
Saint-Jean-Pied-de-Port autrefois.
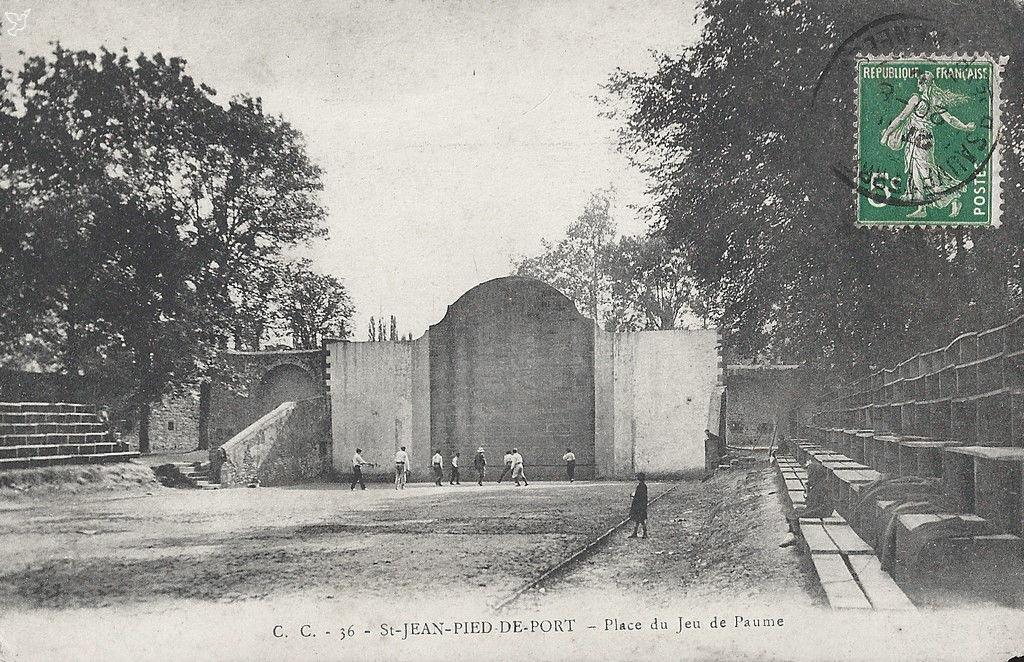
Partie de pelote.
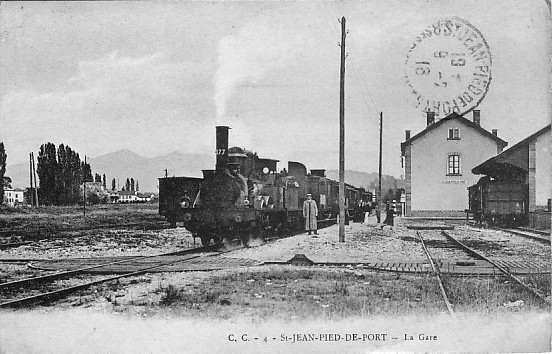
La gare de Saint-Jean-Pied-de-Port.
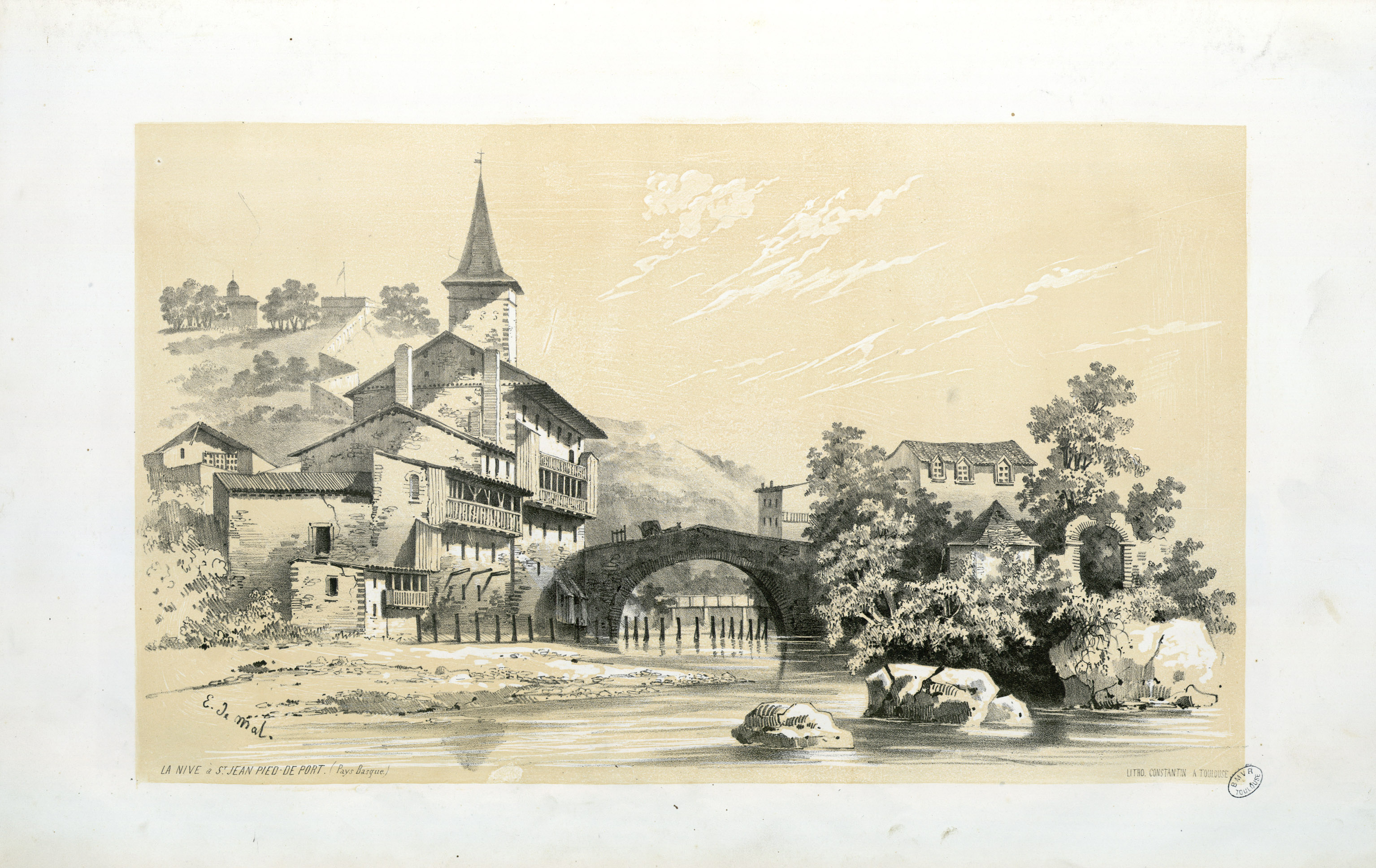
La Nive Saint-Jean-Pied-de-Port en 1843, par Eugène de Malbos.

## Politique et administration
| Période | Période  | Identité          | Étiquette | Qualité            |
| ------- | -------- | ----------------- | --------- | ------------------ |
| 1995    | 2001     | Charles Cabrol    |           |                    |
| 2001    | 2020     | Alphonse Idiart   | DVD       |                    |
| 2020    | En cours | Laurent Inchauspé | Horizons  | Chef d'entreprises |

### Intercommunalité
La commune appartient à sept structures intercommunales :
- la communauté d'agglomération du Pays Basque ;
- le SIVOS de Garazi ;
- le syndicat d'énergie des Pyrénées-Atlantiques ;
- le syndicat intercommunal d'assainissement Ur Garbi ;
- le syndicat intercommunal pour l'aménagement et la gestion de l'abattoir de Saint-Jean-Pied-de-Port ;
- le syndicat intercommunal pour le soutien à la culture basque ;
- le syndicat mixte du bassin versant de la Nive.

Saint-Jean-Pied-de-Port accueille le siège du SIVOS de Garazi, ainsi que ceux du syndicat intercommunal d'assainissement Ur Garbi et du syndicat intercommunal pour l'aménagement et la gestion de l'abattoir de Saint-Jean-Pied-de-Port.

### Jumelages
- Estella (Espagne) depuis 1964[59]
- South San Francisco (États-Unis) depuis 2012[60]

## Population et société

### Démographie
L'évolution du nombre d'habitants est connue à travers les recensements de la population effectués dans la commune depuis 1793. Pour les communes de moins de 10 000 habitants, une enquête de recensement portant sur toute la population est réalisée tous les cinq ans, les populations de référence des années intermédiaires étant quant à elles estimées par interpolation ou extrapolation. Pour la commune, le premier recensement exhaustif entrant dans le cadre du nouveau dispositif a été réalisé en 2005.

En 2022, la commune comptait 1 487 habitants, en évolution de −6,24 % par rapport à 2016 (Pyrénées-Atlantiques : +3,78 %, France hors Mayotte : +2,11 %).
| 1793  | 1800  | 1806  | 1821  | 1831  | 1836  | 1841  | 1846  | 1851  |
| ----- | ----- | ----- | ----- | ----- | ----- | ----- | ----- | ----- |
| 1 121 | 1 286 | 1 421 | 1 632 | 1 771 | 1 979 | 2 332 | 2 085 | 1 979 |

| 1856  | 1861  | 1866  | 1872  | 1876  | 1881  | 1886  | 1891  | 1896  |
| ----- | ----- | ----- | ----- | ----- | ----- | ----- | ----- | ----- |
| 1 752 | 1 939 | 1 959 | 1 972 | 1 641 | 1 556 | 1 545 | 1 546 | 1 600 |

| 1901  | 1906  | 1911  | 1921  | 1926  | 1931  | 1936  | 1946  | 1954  |
| ----- | ----- | ----- | ----- | ----- | ----- | ----- | ----- | ----- |
| 1 682 | 1 638 | 1 566 | 1 404 | 1 517 | 1 591 | 1 541 | 1 541 | 1 537 |

| 1962  | 1968  | 1975  | 1982  | 1990  | 1999  | 2005  | 2006  | 2010  |
| ----- | ----- | ----- | ----- | ----- | ----- | ----- | ----- | ----- |
| 1 612 | 1 686 | 1 729 | 1 563 | 1 432 | 1 417 | 1 511 | 1 513 | 1 471 |

| 2015  | 2020  | 2022  | - | - | - | - | - | - |
| ----- | ----- | ----- | - | - | - | - | - | - |
| 1 580 | 1 510 | 1 487 | - | - | - | - | - | - |

### Enseignement
La commune dispose de quatre écoles : l'école élémentaire publique, l'école maternelle publique, l'école primaire privée Garaziko Ikastola et l'école primaire privée Sainte-Marie. L'école Garaziko Ikastola propose un enseignement basque par immersion alors que les trois autres écoles proposent un enseignement bilingue français-basque à parité horaire.
La commune dispose également de deux collèges, l'un public (collège de la Citadelle) et l'autre privé (collège Saint-Jean-de-Mayorga) ainsi que d'un lycée d'enseignement général et professionnel public (lycée de Navarre) et d'un lycée agricole privé (lycée Frantses-Enia).

### Sports

#### Clubs
- Le Football Club de Garazi[67] (F.C. Garazi) est un club de football fondé en automne 1977. Son siège social est basé à Saint-Jean-Pied-de-Port.
- L'Union sportive Garazi est un club de rugby à XV créé en 1963, représentation la ville de Saint-Jean-Pied-de-Port. Il disparaît en 2003.
- L'Union sportive Nafarroa est un club de rugby à XV créé en 2003, né de la fusion de l'US Garazi de Saint-Jean-Pied-de-Port et de l'US Baigorri de Saint-Étienne-de-Baïgorry. Son siège social est basé à Saint-Jean-Pied-de-Port[68] et son siège annexe à Saint-Étienne-de-Baïgorry. Une section féminine de handball est depuis venue compléter l'offre sportive de ce club[69].

#### Enceintes sportives
- Le stade Pierre-Camou, nommé à partir de 2024 en l'honneur de Pierre Camou, personnalité du rugby à XV ayant notamment joué à l'Union sportive Garazi[70].

## Économie
La commune fait partie de la zone d'appellation de l'ossau-iraty.
Saint-Jean-Pied-de-Port est également un haut lieu du tourisme en pays basque intérieur, par son attrait propre, mais aussi par le fait qu'elle se trouve sur la principale voie routière régionale de communication avec l'Espagne (frontière à 7 km) à Arnéguy. La ville est accessible en autocar, par l’entreprise Le Basque Bondissant qui propose des excursions en aller retour tous les jours depuis Bayonne et St Jean de Luz.

## Culture locale et patrimoine

### Pèlerinage de Compostelle
La commune se trouve sur trois chemins du pèlerinage de Saint-Jacques-de-Compostelle, confondus depuis Ostabat et se poursuivant vers Roncevaux et, de là, à Saint-Jacques-de-Compostelle. Saint-Jean-Pied-de-Port est également située sur la voie de la Nive, une variante du chemin de Saint-Jacques-de-Compostelle suivie par les pèlerins qui, de Bayonne, recherchaient à gagner le Camino navarro avant sa traversée des Pyrénées, à Saint-Jean-Pied-de-Port.

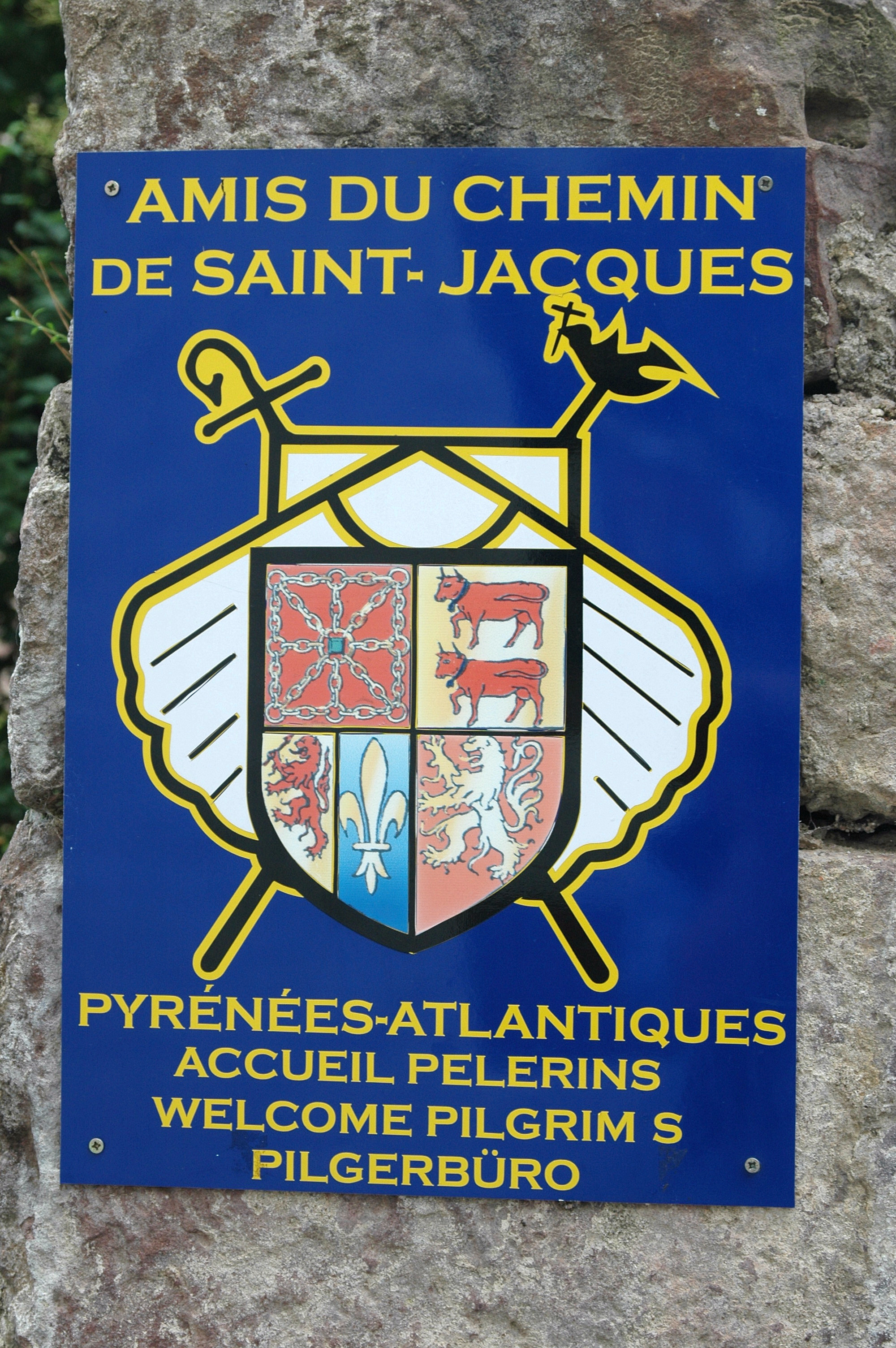
Accueil des pèlerins.
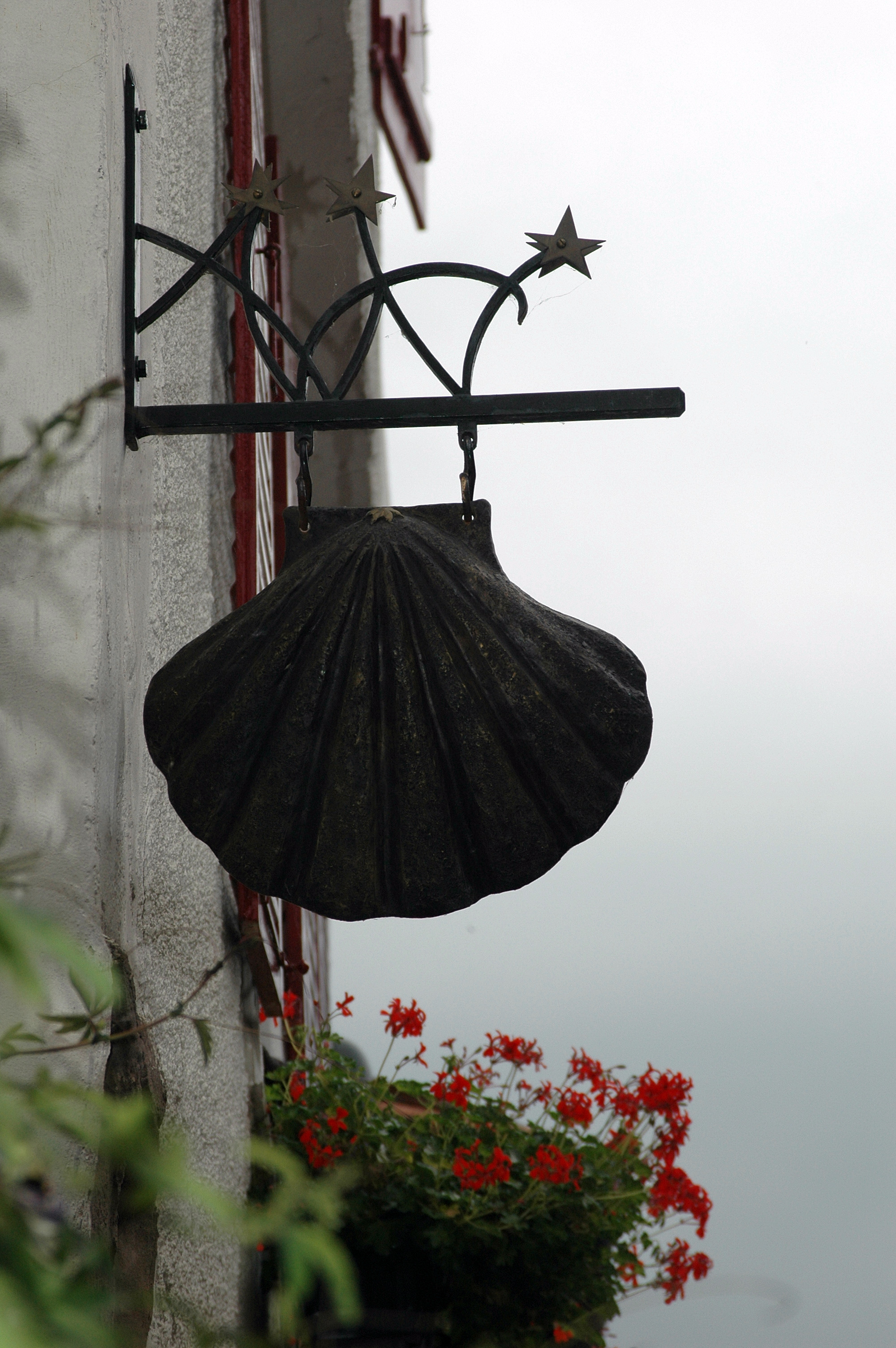
Enseigne sur le chemin de Saint-Jacques-de-Compostelle
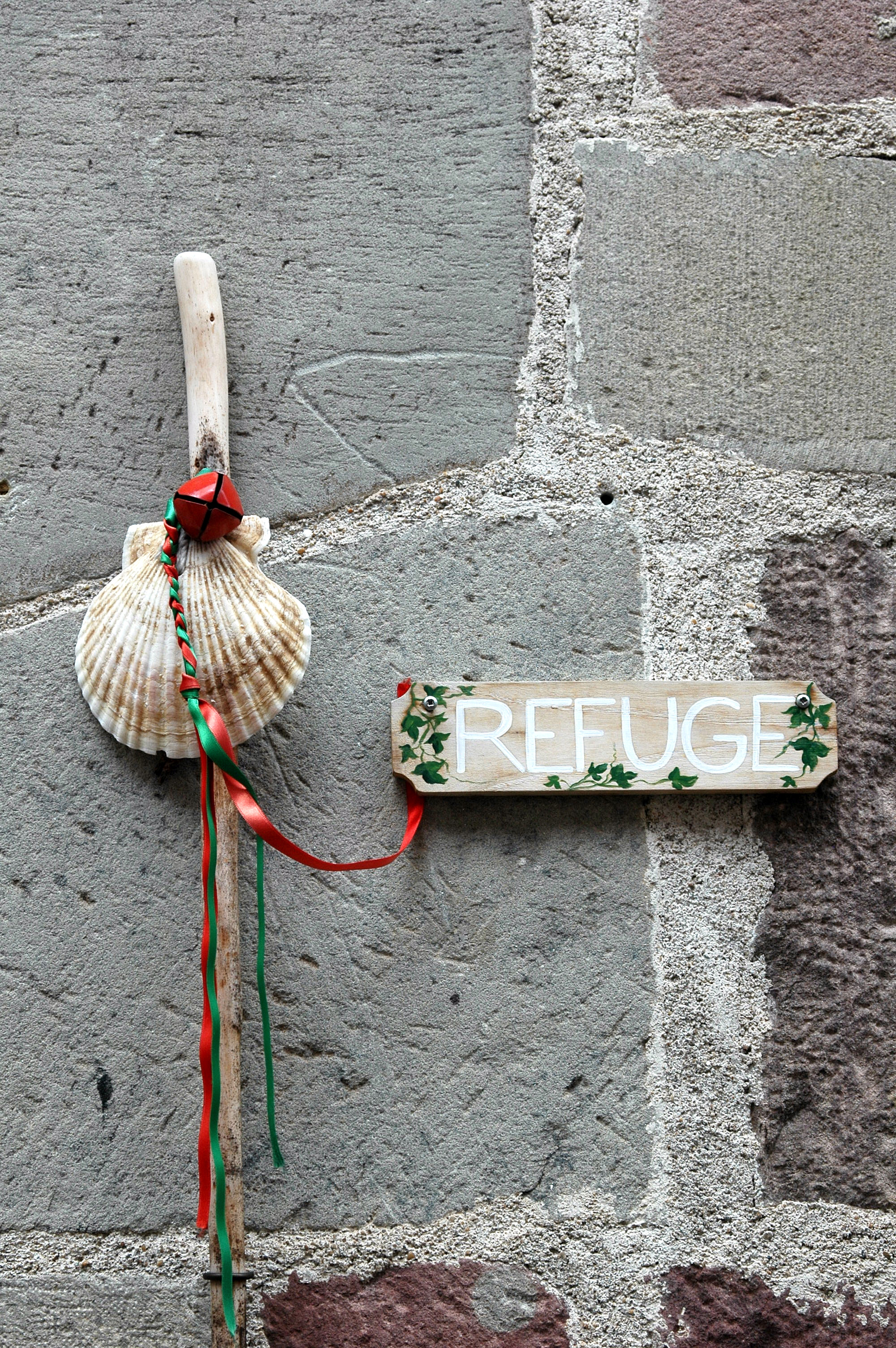
Refuge pour les pèlerins.
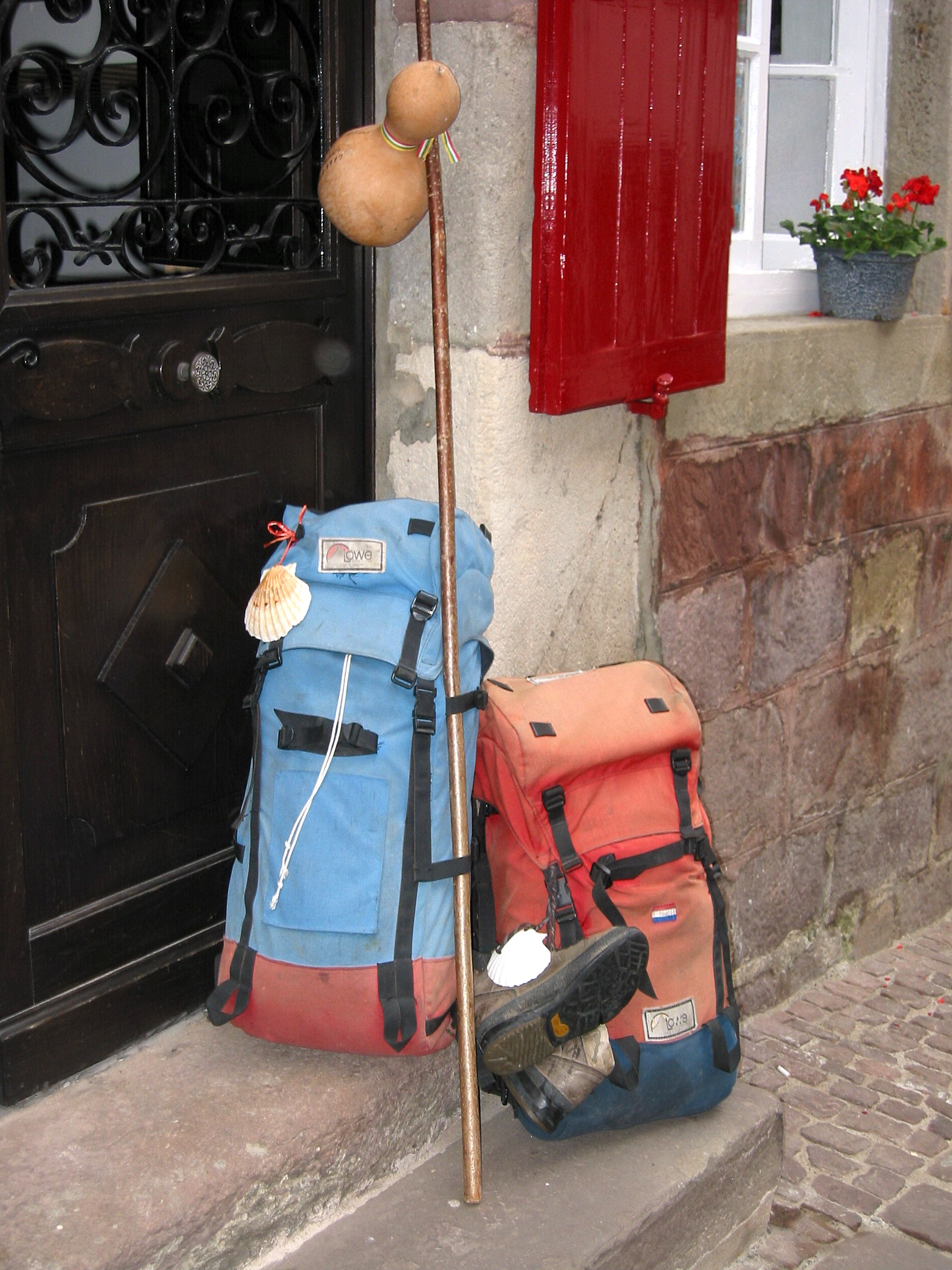
Sacs de pèlerins.

Arrivés, au nord, par la chapelle de la Madeleine, les pèlerins pénétraient dans la ville haute par la porte Saint-Jacques, puis suivaient la rue d'Espagne jusqu'au pont enjambant la Nive. Là, deux itinéraires s'offraient à eux pour gagner Roncevaux : celui du port de Cize, qui suit le tracé de l'antique Iter XXXIV de l'Itinéraire d'Antonin reliant Bordeaux à Astorga, ou celui plus facile qui rejoint le col de Roncevaux (puerto de Ibañeta en espagnol) par Valcarlos, située dans la vallée de la Nive, où Charlemagne établit jadis son camp, avant de voler au secours de Roland, à Roncevaux.
Au Moyen Âge, la route du col de Cize était la plus fréquentée, même si l'ascension de ce « mont remarquable », aux dires d'Aimery Picaud, n'était pas de tout repos : « Pour le franchir, il y a huit mille à monter et autant à descendre. [...] Celui qui en fait l'ascension croit pouvoir, de sa propre main, toucher le ciel. »
Dans son guide du Pèlerin, Aimery Picaud donne ces précisions sur la région : « Les Navarrais et les Basques se ressemblent et ont les mêmes caractéristiques dans leur façon de se nourrir et de se vêtir, et dans leur langage. » »
Il nous parle aussi des percepteurs du péage : « Dans ce territoire, c'est-à-dire, à la proximité du port de Cize, dans les localités d'Ostabat et de Saint-Jean-Pied-de-Port, ils sont franchement à envoyer au diable. En effet, ils vont au-devant des pèlerins avec deux ou trois bâtons pour extorquer par la force un injuste tribut et si quelque voyageur refuse de céder à leur demande et de donner de l'argent, ils le frappent à coups de bâton et lui arrachent la taxe en l'injuriant et en le fouillant jusque dans les culottes. »

### Patrimoine militaire

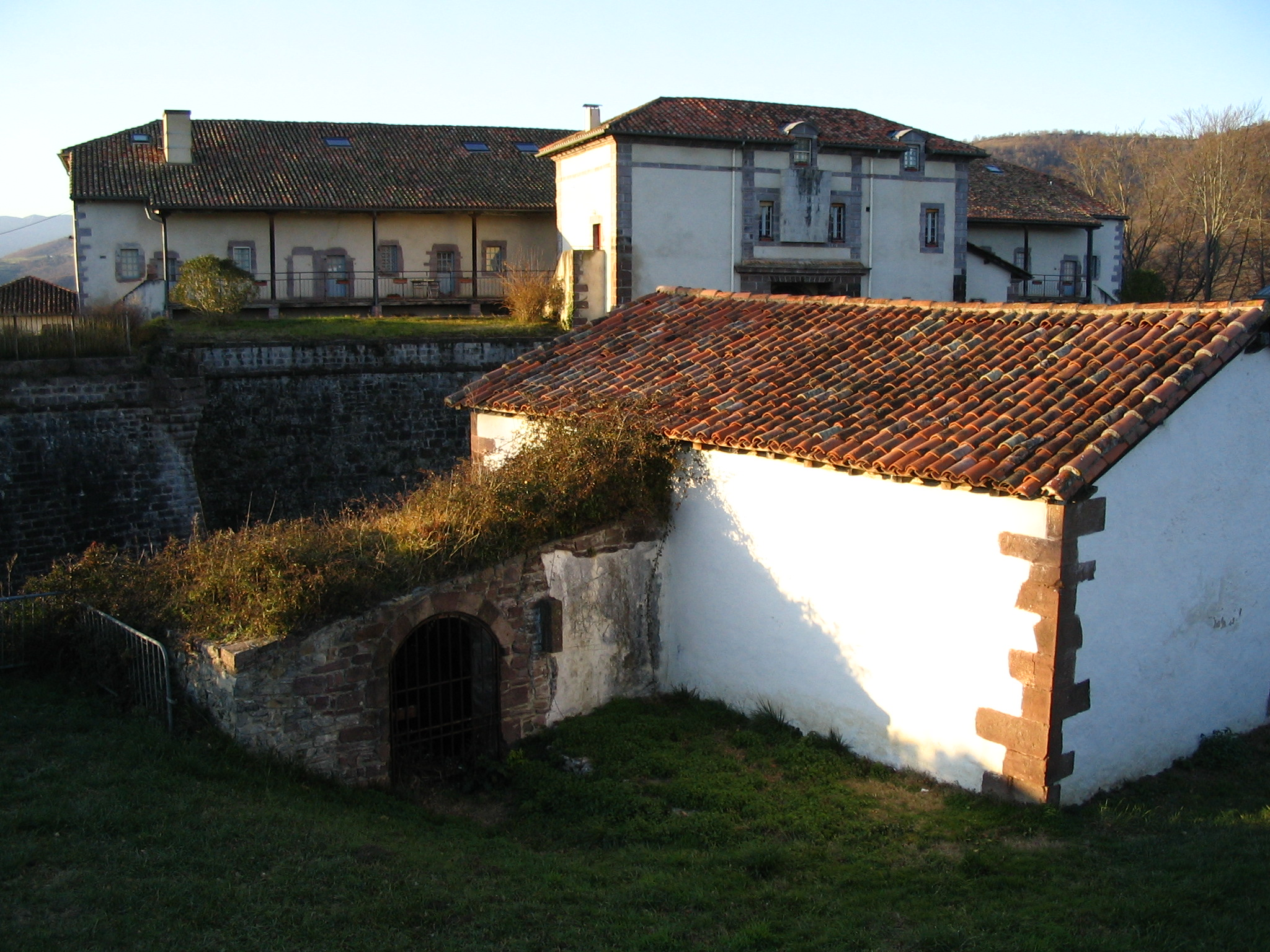
La citadelle de Mendiguren.

#### La citadelle de Mendiguren
La citadelle, munie de quatre bastions, fut édifiée en 1625-1627 par Pierre de Conty de La Mothe d'Argencourt, puis reprise en 1640-1648 par Nicolas Desjardins. Son mur ouest comprend des casemates d’artillerie construites dans les années 1540 ou 1550, afin de s’assurer de la fidélité de la ville. De 1686 à 1700, l’ingénieur François Ferry y effectue des travaux supplémentaires : constructions de casernements et quelques défenses supplémentaires, sur les instructions de Vauban. Quelques améliorations mineures, dans la continuité du projet initial, furent apportées jusqu’en 1728. Le XIXe ne modifie pratiquement pas cette citadelle, qui est un exemple bien conservé et exceptionnel de l’architecture militaire telle qu’on l’entendait en France, dans la première moitié du XVIIe siècle.
Une rampe d'accès permet de l'atteindre. De la demi-lune ouest, le panorama s'ouvre sur la ville et le bassin de Cize. Récemment restaurée, la citadelle fournit un bel exemple du système défensif des places fortes bastionnées : fossés, remparts flanqués de bastions, caponnières, bouches à feu, ponts dormants, ponts levis et herses, et dotées des aménagements spécifiques d’une place de montagne sur un emplacement exigu.
La forteresse, occupée par un collège, ne peut être visitée. Autour de la cour intérieure et contre le rempart, construit au-dessus de casemates souterraines voûtées, se serrent les casernes, le pavillon du gouverneur et sa chapelle, les magasins à poudre et le puits.

### Patrimoine civil
- Porte Arrankuntzea dite « Saint-Jacques » et les remparts de la ville haute[72].

On pénètre dans la cité par la porte Saint-Jacques, anciennement Arrankuntzea, ouverte dans les remparts du XVe siècle, améliorés en 1680 sous Vauban par le chevalier Deville qui bâtit la citadelle sommitale. On lui associe le nom de l'ancienne porte Saint-Jacques située plus bas sur une deuxième ligne d'enceinte.
Du pont Neuf, on peut admirer tout à loisir les maisons anciennes baignant dans la Nive, avec leurs balcons de bois, le vieux pont Notre-Dame et les contreforts de l'église se détachant sur le rideau des arbres qui couvre la colline escarpée de la citadelle.
- Rue de la Citadelle

La pente raide de la rue de la Citadelle, bordée de façades en grès rose, parfois alternées de grès gris. Les pierres dessinent encore les encadrements des anciennes échoppes, serrées les unes contre les autres et abritées sous les auvents protecteurs. Les linteaux de porte ciselés arborent, entre des motifs décoratifs, le nom de la maison, la date de sa construction, le nom des premiers propriétaires et parfois même leur profession. Le promeneur attentif peut y lire l'histoire de certaines familles de la ville.
Au n° 3 se dresse une maison de maître datant de 1866.
Au n° 6 se trouve la maison Andragnés ou Seindurenia, datant de 1654.
Au n° 8, se trouve une maison dont la restauration date de 1741.
Au n° 18 le linteau de la maison porte l'inscription : « Ioannes Diriberry et Louise Duhalde, maître et maîtresse de la maison de Londresena 1722 ».
Au n° 31 la maison date de 1633.
Au n° 32 la maison Arkanzola, datée de 1510, se signale par son étage à pans de bois et à remplage de brique en arêtes de poisson. C'est la maison natale de Jean de Mayorga (1538 - 1570), bienheureux, jésuite, martyr assassiné près des îles Canaries par des calvinistes.
Plus loin, au n° 33, se trouve la maison natale de Charles Floquet.
Au n° 39, la maison à encorbellement connue sous le nom de « maison des Évêques », ou maison Laborde laisse apparaître un moellon portant en relief la date de 1584, indiquant une reconstruction puisque le dernier des trois évêques schismatiques de Saint-Jean-Pied-de-Port rejoignit Bayonne en 1418. Le jardin de cette maison communique avec la prison des Évêques, servant aujourd'hui de musée.
La rue s'achève à la porte Saint-Jacques, que les pèlerins venant d'Ostabat empruntaient pour entrer en ville.
- La porte Notre-Dame

Curieusement ouverte dans le clocher de l'église, elle donne d'un côté sur la rue de la Citadelle, de l'autre sur le pont Notre-Dame. Sa herse et ses impressionnants vantaux de bois sont bien conservés.
Au-dessus de la porte est nichée une copie de la Vierge à l'Enfant qui, lors des guerres de Religion, trouva refuge en Haute Navarre et ne fut jamais restituée.
- Le pont Notre-Dame

Également appelé pont Sainte-Marie, cet ouvrage fut construit sur le gué qui menait à l'église, dit « romain », en réalité médiéval et restauré en 1634.
- La rue d’Espagne par où repartaient les pèlerins

Ses auvents, larges et richement sculptés, annoncent déjà l'Espagne toute proche ; des linteaux portent des inscriptions originales et parfois même des enseignes de métiers ciselées dans la pierre (maisons de serrurier au n° 30 et de barbier au n° 45).
Au n° 9, des têtes et des virgules ornent les poutres et une inscription indique sur le linteau « 1789 Le Froment Ft a 15l » : le froment fut à 15 livres (sous-entendu la conque).
La maison des États de Navarre, maison de maître appelée Mendiri, au n° 23, possède deux portes en plein cintre et un écusson martelé, elle date de 1610. C'est ici qu'eut lieu la dernière session des États de Navarre du 19 au 22 septembre 1789.
- La maison Mansart[82]

Situé sur la place du Marché, ce vaste hôtel de style Louis XIV, à la façade classique et symétrique, abrite l’hôtel de Ville. Majestueux, il est construit en pierre de taille et percé à l'étage par six grandes fenêtres à croisées de pierre. De belles lucarnes s'ouvrent dans le grand toit d'ardoises. Face à lui se dresse un pan de la muraille qui enserre la vieille ville. La partie inférieure, du XIIIe siècle, en pierres bien appareillées, a été surélevée tardivement par une maçonnerie plus grossière sur laquelle apparaissent des meurtrières ainsi que d'élégantes échauguettes et bretèches.
- La maison de maître Etxehandia[83], au 8 avenue Renaud, date de 1645.

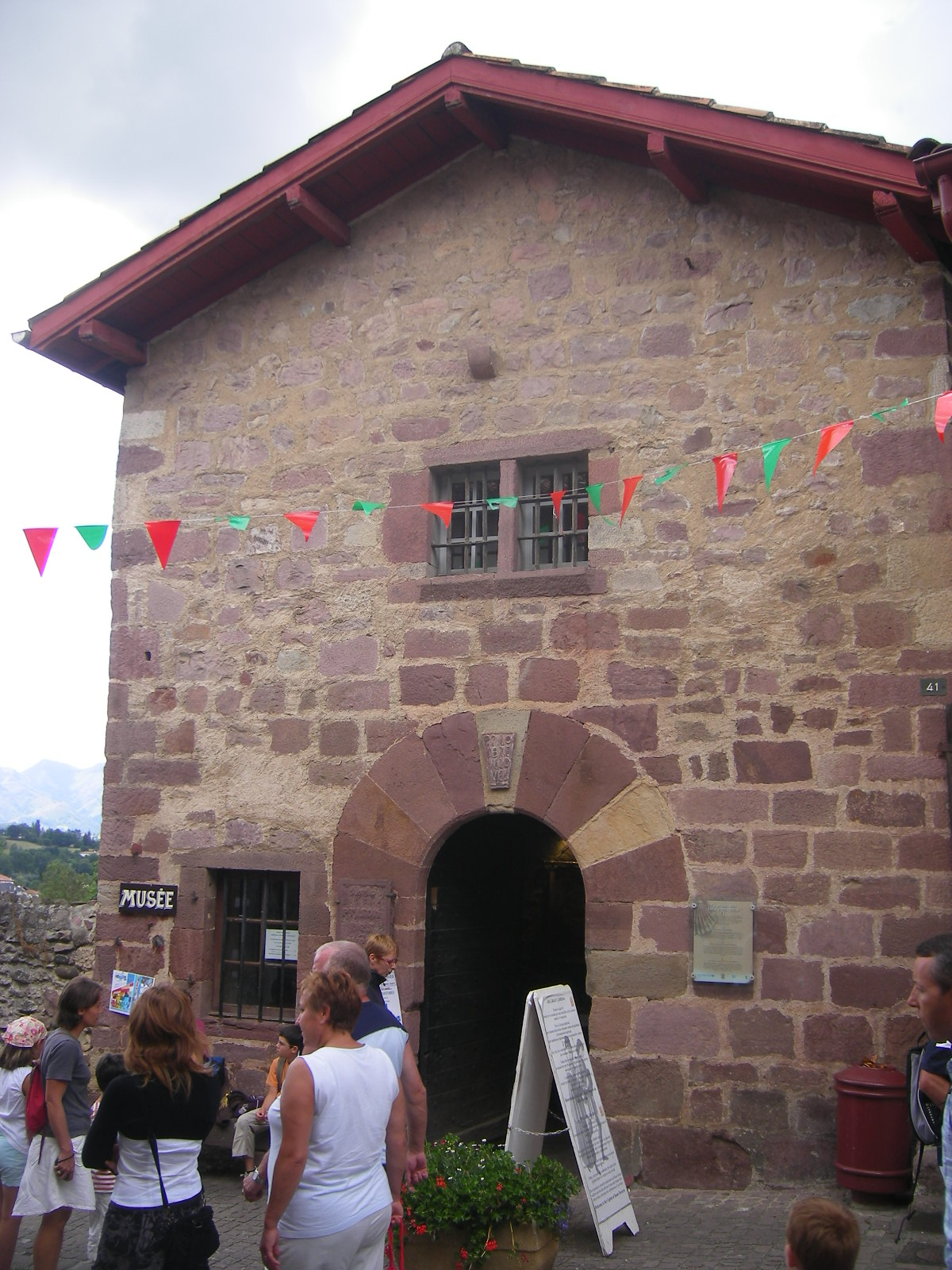
La prison des évêques.
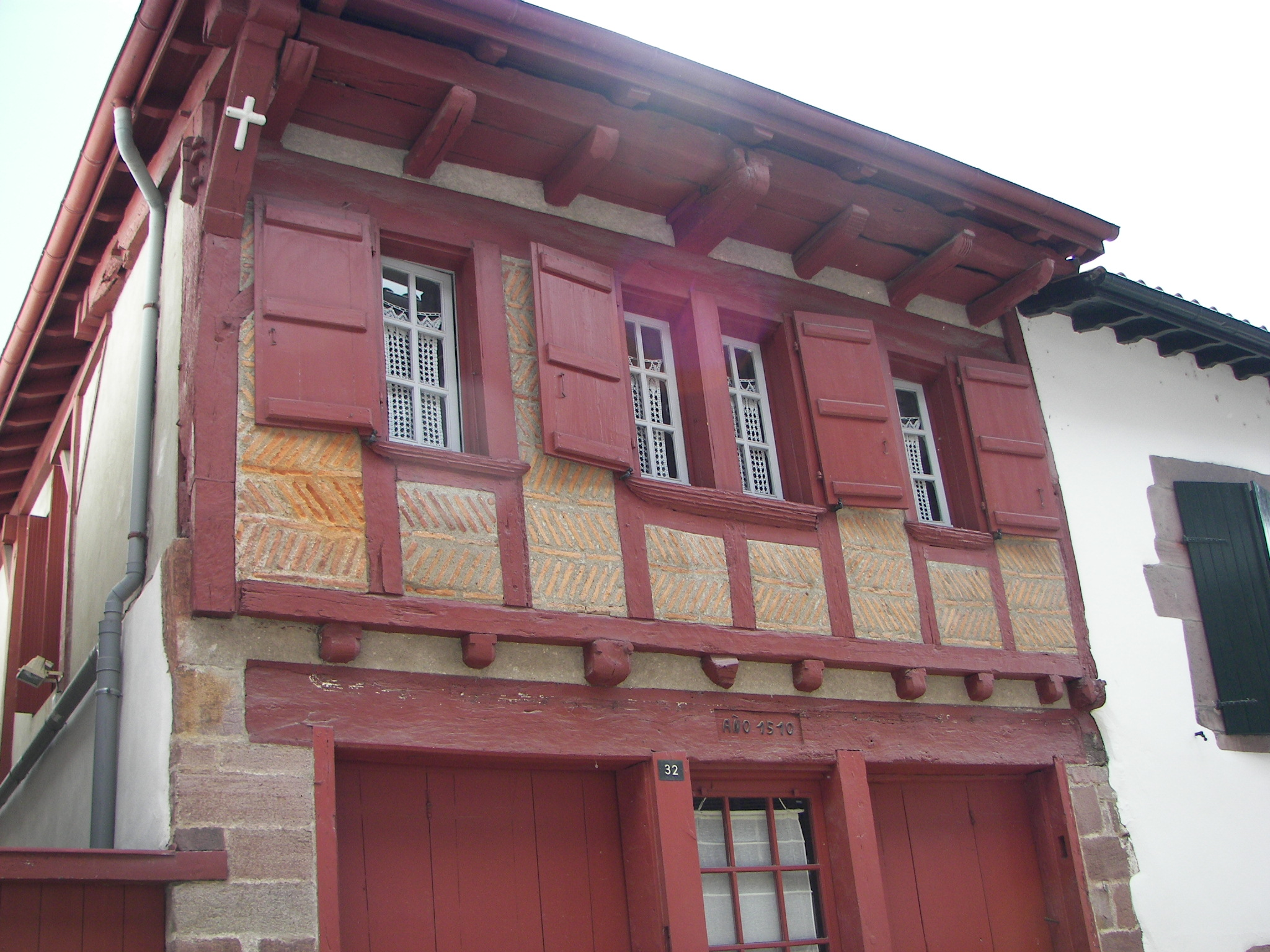
Maison Arkanzola.
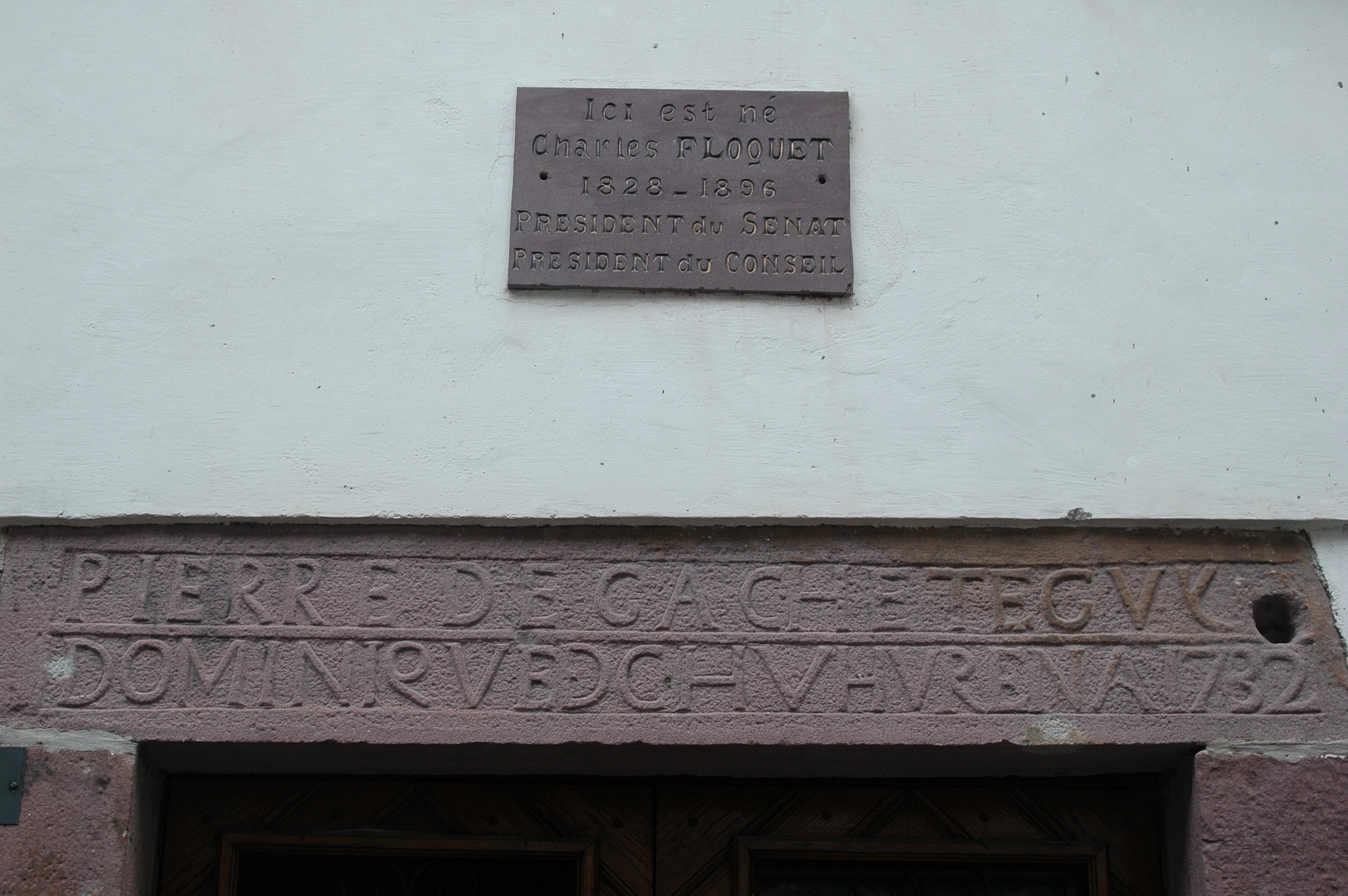
Maison natale de Charles Floquet.
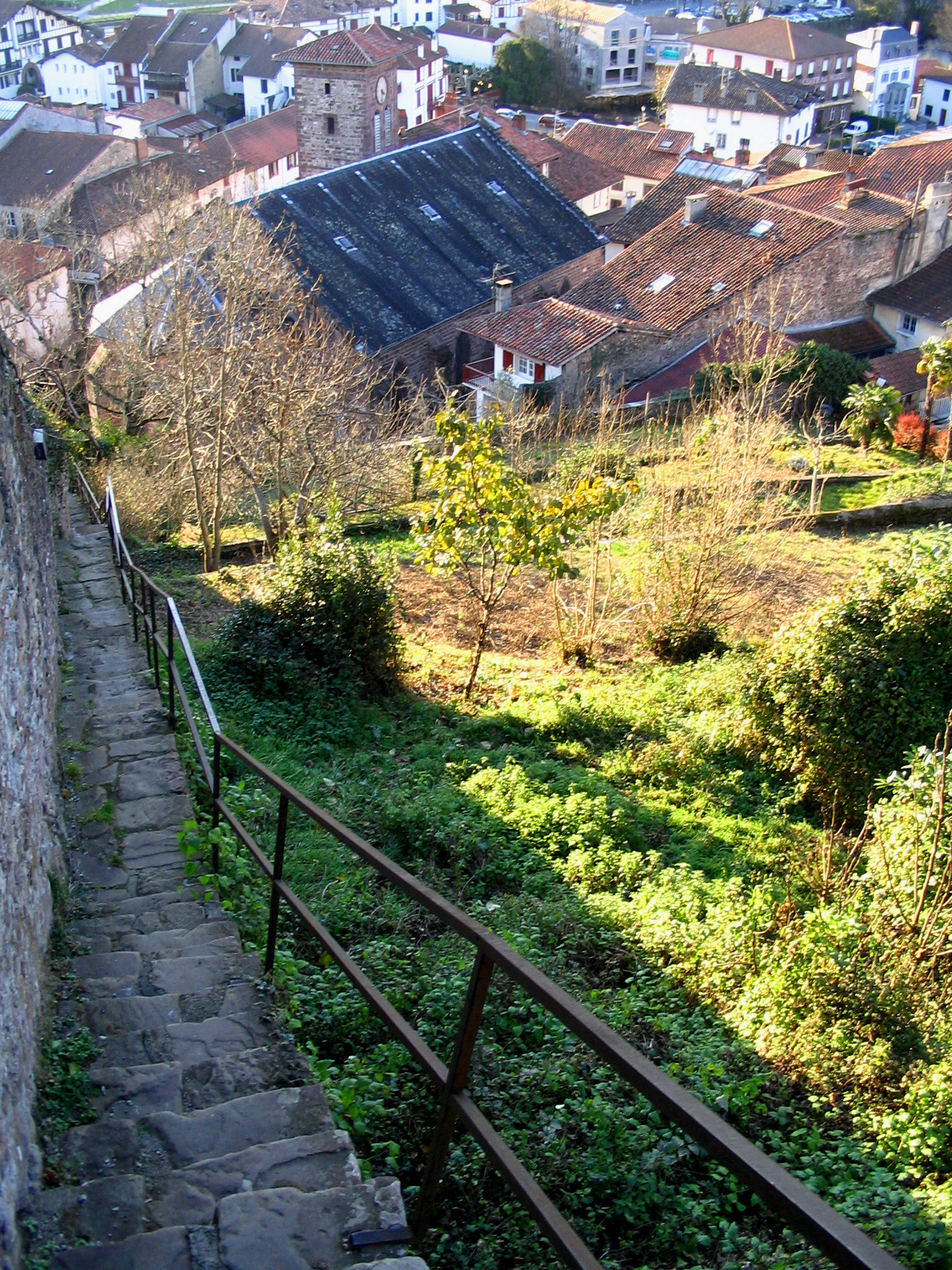
Chemin de ronde des fortifications : 269 marches.
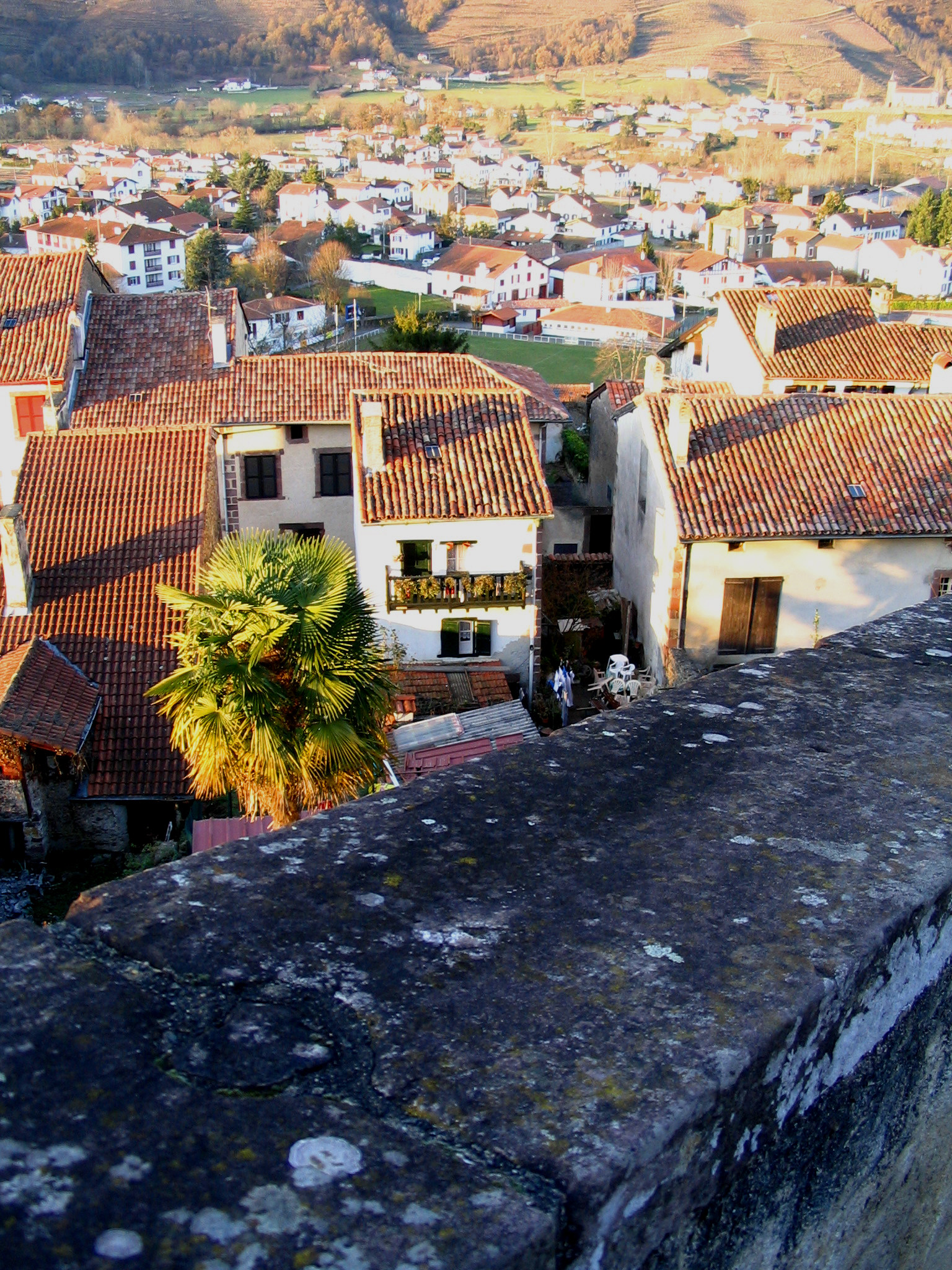
Saint-Jean-Pied-de-Port, vue depuis la citadelle.

### Patrimoine religieux
- L’église, anciennement Notre-Dame du Bout du Pont est actuellement église de l'Assomption-de-la-Vierge[84].

La porte de Navarre conduit au parvis de l'église. Sur la gauche, un escalier mène au chemin de ronde que l'on peut emprunter sur la quasi-totalité du rempart de la rive droite de la Nive et d'où l'on découvre une vue magnifique sur le bassin du pays de Cize. Près du pont, la maison qui jouxte le clocher a abrité durant des siècles l'hôpital Sainte-Marie. L'église et l'hôpital faisait partie du même ensemble, selon une architecture hospitalière classique (voir l'hôpital de Pons en Charente-Maritime). Ces hôpitaux médiévaux étaient ouverts à tous, « pauvres, passants, pèlerins ». Il est inexact de dire qu'ils étaient construits pour les pèlerins de Compostelle.
En face se dresse le mur-pignon triangulaire de Notre-Dame-du-Bout-du-Pont avec son oculus. Le tympan a été martelé pendant les guerres de Religion ou pendant la Révolution française. La partie supérieure du portail a été maladroitement[réf. nécessaire] restaurée.
Bâtie en style gothique rayonnant sur des bases romanes, l'église présente une nef à deux bas-côtés, deux étages de tribunes, des piliers élancés, sans autre décor que la recherche de la ligne et un chœur polygonal. Elle possède un portail et des chevets ogivaux, une abside à cinq pans.
L'église possède également un orgue datant du milieu du XIXe siècle et dont le facteur fut Vincent Cavaillé-Coll. Il est composé de deux claviers (grand orgue et récit) et d'un pédalier. Il fut l'objet d'une restauration de 2002 à 2004 et, à cette occasion, il fut surmonté de la statue de saint François-Xavier, patron de la Navarre.

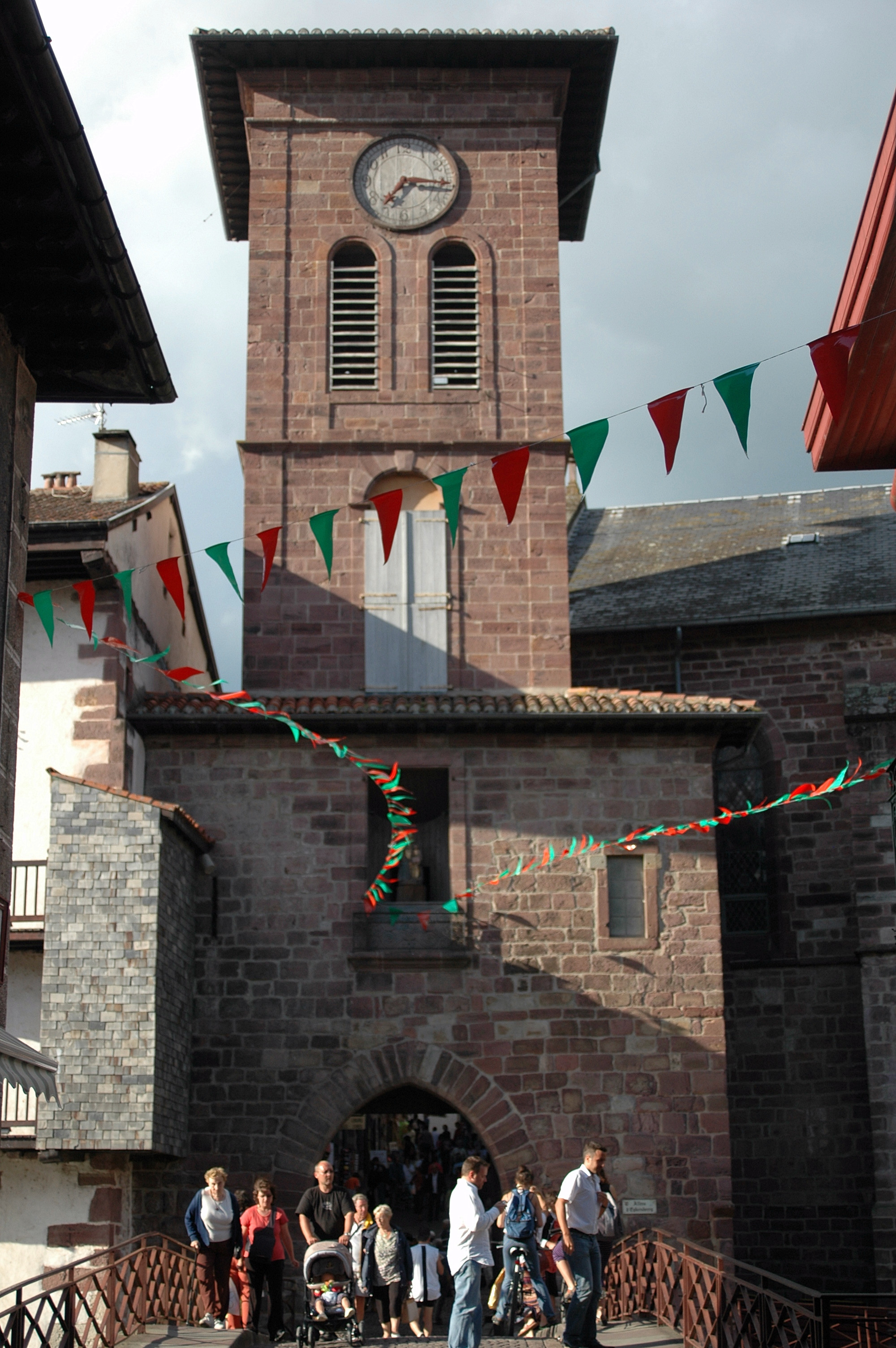
L'église de l'Assomption depuis la rue d'Espagne.
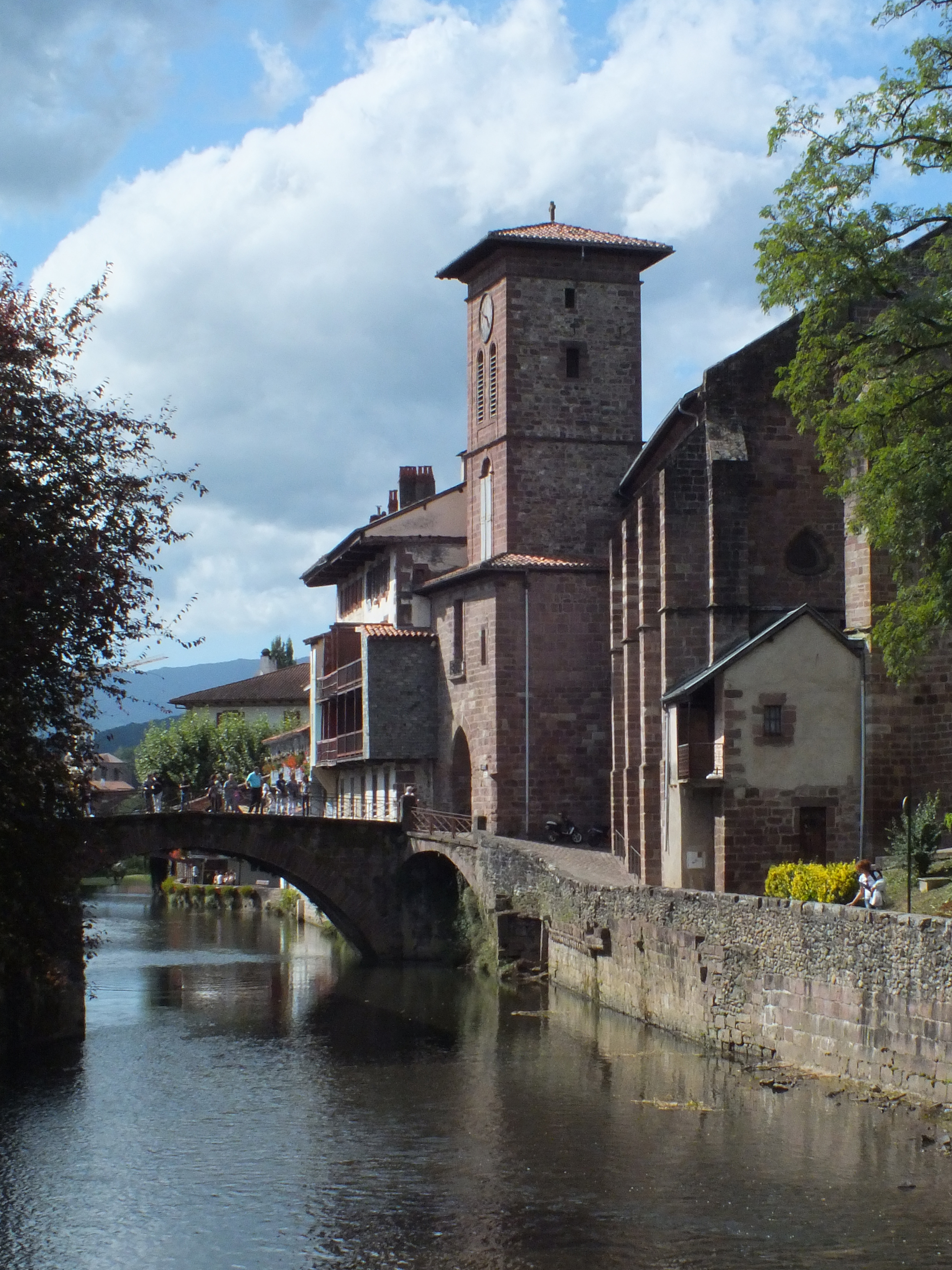
L'église de l'Assomption depuis les rives de la Nive.

### Saint-Jean-Pied-de-Port au cinéma, à la télévision et à la radio
- 1968 : Gorri le diable (écrit par Jacques Celhay), feuilleton télévisé de Pierre Neurrisse et Jean Goumain
- 2005 : Saint-Jacques… La Mecque, film de Coline Serreau
- 2008 : Les derniers jours du monde, film des frères Larrieu
- 2010 : The Way, la route ensemble, film de Emilio Estevez avec Martin Sheen.

### Personnalités liées à la commune

#### nées auXVIesiècle
- Juan Huarte de San Juan, né en 1530 à Saint-Jean-Pied-de-Port et décédé en 1588 à Linares, est une médecin et philosophe espagnol ;

#### nées auXVIIIesiècle
- Claude-Anne de Rouvroy (° 16 mars 1743 - château de La Faye, Villexavier † 27 février 1819 - Pampelune), duc de Saint-Simon, gouverneur des ville et citadelle de Saint-Jean-Pied-de-Port (mai 1783) ;
- Bertrand-Dominique-Joachim de Logras (1751-1812), homme politique, conseiller au parlement de Navarre, député.
- Henri Fargues, né en 1757 à Saint-Jean-Pied-de-Port et décédé en 1804 à Auteuil, est un homme politique français ;
- Raymond Larrabure, né en 1797 à Saint-Jean-Pied-de-Port et décédé en 1875 à Argagnon, est un homme politique français ;

#### nées auXIXesiècle
- Michel Renaud, homme politique né le 12 avril 1812 à Saint-Jean-Pied-de-Port (Pyrénées-Atlantiques) et mort le 29 janvier 1885 à Pau (Pyrénées-Atlantiques).
- Charles Floquet, né en 1828 à Saint-Jean-Pied-de-Port et décédé en 1896 à Paris, est un homme politique français ;
- Jean Barbier, né en 1875 à Saint-Jean-Pied-de-Port et décédé en 1931 à Saint-Pée-sur-Nivelle, est un prêtre et écrivain basque d'expression navarro-labourdine ;
- Jean-Baptiste Pétré, (Saint-Jean-Pied-de-Port, 1896-1959), Résistant, chef régional de l’Armée Secrète à Marseille[85].

#### nées auXXesiècle
- Pierre Duny-Pétré (pseudonyme : Piarres Hegitoa), écrivain basque (Saint-Jean-Pied-de-Port, 1914-2005)
- Michel Inchauspé, né en 1925 à Saint-Jean-Pied-de-Port, est un homme politique et un banquier français ;
- Bernard Housset, né en 1940 à Saint-Jean-Pied-de-Port, évêque de La Rochelle et Saintes ;
- Antton Luku, né en 1959 à San Francisco (USA), écrivain et homme de théâtre.
- Txetx Etcheverry, né en 1964 à Saint-Jean-Pied-de-Port, militant écologiste.

### Héraldique
| Blason de Saint-Jean-Pied-de-Port | Blason  | De gueules au château d'argent senestré de saint Jean-Baptiste de carnation, nimbé et vêtu d'or, la main droite appuyée sur le château et tenant de la main gauche une croix haute d'or ornée d'une banderole d'argent chargée de l'inscription SAN JVAN en lettres capitales de sable, le château soutenu de chaînes d'or posée en orle en croix et en sautoir, chargées en cœur d'une émeraude au naturel, et saint Jean soutenu d'un agneau couché d'argent. |
| Blason de Saint-Jean-Pied-de-Port | Détails | Paul Raymond note que le sceau de la ville représentait en 1785 saint Jean-Baptiste, la main droite appuyée sur une tour crénelée, avec la légende Sello y armas de San-Juanis. |